# Crimen en el paraíso
Crimen en el paraíso (Death in Paradise en su título original) es una serie de televisión, coproducción franco-británica rodada en Isla de Guadalupe, territorio perteneciente a Francia, situado en el mar Caribe. La mayoría de las localizaciones de la serie se encuentran en el municipio de Deshaies y sus alrededores, en el Distrito de Basse-Terre. La serie fue creada por Robert Thorogood y ha sido protagonizada por diferentes actores:  Ben Miller, Kris Marshall, Ardal O'Hanlon y Ralf Little. En 2024 se incorpora como nuevo inspector Don Gilet. En España se estrenó el 8 de julio de 2012 en el canal Cosmopolitan TV.
Después del éxito de audiencia de la segunda temporada, el 12 de febrero de 2013, Death in Paradise fue renovada por una tercera temporada por Ben Stephenson. La cadena BBC anunció el 9 de abril de 2013 que Ben Miller dejaría de protagonizar la serie en la temporada 3, y que un nuevo inspector, Humphrey Goodman (interpretado por Kris Marshall), la protagonizaría. Una octava temporada fue   encargada para que sea emitida en el año 2019. Las siguientes temporadas las protagonizó Ardal O’Hanlon que se convirtió en el detective Jack Mooney, un investigador irlandés venido de Londres que ha quedado viudo recientemente y que llega acompañado de su hija universitaria. En el año 2020, y a mitad de la temporada 9, Jack Mooney vuelve a Londres con su hija, que ha acabado los estudios y comienza su primer empleo. Jack es sustituido por el alérgico a todo Neville Parker de Mánchester, interpretado por Ralf Little. La temporada 13 que se estrena en el verano de 2024 en España, será la última del inspector Parker. La temporada 14 y el episodio de Navidad 2024 contarán ya con un nuevo inspector que interpreta Don Gilet.

## Argumento
Es una serie policíaca ambientada en la isla ficticia de Saint-Marie (no confundir con el islote Sainte-Marie de Martinica) a cuya comisaría en Honorè llega, en la temporada 1, para resolver el asesinato de un compañero, el detective Richard Poole (Ben Miller), un policía inglés con muy poco sentido del humor y de carácter huraño. Tras resolver el crimen, recibirá una recompensa inesperada y no deseada por su parte: un puesto de trabajo como Inspector Jefe de la policía local. Cada caso es un complicado rompecabezas de pistas, que solo el Inspector Jefe es capaz de resolver con ayuda de su equipo mientras conocemos las costumbres y relaciones de poder de la isla. Al principio de la temporada 3, esta premisa se repite con la llegada el detective británico Humphrey Goodman (Kris Marshall) sustituyendo a su antecesor en el cargo. A partir de la temporada 7, es el detective irlandés Jack Mooney (Ardal O'Hanlon), quien se convierte en el nuevo Jefe de la policía local. Más tarde a mitad de la temporada 9, Mooney decide volver a Londres, en su lugar va el detective Neville Parker (Ralf Little), a quien de primeras no le gusta estar en la isla ya que tiene muchas alergias.

## Reparto
- Ben Miller – Detective Inspector Richard Poole: Un inspector británico asignado a la isla para averiguar quién asesinó a su compañero, y al que le tocó quedarse allí. A pesar de que no siente ningún aprecio por la isla y su falta de experiencia con el clima tropical -hasta el punto de que continúa llevando sus trajes a pesar de lo incómodo que resulta-, tiene una habilidad para resolver los casos aunque disponga de poca información basándose en su capacidad deductiva. Ha establecido un fuerte vínculo con su nuevo equipo pese a que en ocasiones se produzcan conflictos de personalidades (al contrario que en su trabajo en Londres, en donde sus compañeros organizaron una fiesta cuando se marchó). Muere asesinado en el primer capítulo de la tercera temporada.
- Kris Marshall - Detective Inspector Humphrey Goodman: Goodman es el nuevo detective asignado a la isla de Saint-Marie en la temporada 3. Su primera misión es ayudar en la investigación del asesinato de su predecesor. Al contrario que Richard Poole, Goodman se presentó voluntario para la misión. Es un hombre casado, aunque al poco tiempo de llegar a la isla su esposa le comunica que le abandona dejándole un mensaje en su contestador automático. A la inversa de Poole, está deseando integrarse en la cultura de la isla, aunque eso provoca que se comporte como un turista y su manera de vestir llame la atención entre los habitantes. Tras varios años en la isla, vuelve a Londres con su nueva pareja.
- Ardal O'Hanlon – Detective Inspector Jack Mooney: Un inspector irlandés que se muda a la isla junto a su hija adolescente tras haber quedado viudo.
- Ralf Little – Detective Inspector Neville Parker: Inspector británico, alérgico a todo, pero pese a ello decidió quedarse en la isla.
- Don Warrington – Comisionado Selwyn Patterson: El comisionado de policía, Patterson, fue el responsable de asignar a Poole a la isla durante una larga temporada. Es una persona manipuladora, que se preocupa más por sus apariciones políticas que por resolver crímenes.
- Danny John-Jules – Oficial Dwayne Myers: El miembro de mayor edad del equipo original. A pesar de todo se muestra cómodo en su papel de menor rango, mostrando una dedicación a su trabajo y muchas ganas de aprender, actuando generalmente como el conductor del equipo y siendo la persona clave cuando se le llama para que investigue los casos. Dwayne cultiva su imagen de oficial tranquilo al que le gusta permanecer en segundo plano. John-Jules ha comentado cómo el nombre de su personaje guarda similitudes con el que interpretó en la serie Enano Rojo.[7]
- Sara Martins – Detective Sargento Camille Bordey: Antiguamente trabajaba de incógnito como investigadora hasta que en el primer trabajo de Poole fue arrestada y su tapadera quedó al descubierto. Es una persona muy centrada en su trabajo y se la considera la mejor investigadora del equipo -después de Poole- en que normalmente se encarga de la parte tecnológica. Inicialmente ella y Poole no se llevan bien, dado su ascendencia francesa y su personalidad abierta que entran en conflicto con la naturaleza reprimida de Poole, sin embargo con el tiempo acaban convirtiéndose en amigos y posiblemente en algo más.
- Joséphine Jobert – Detective Sargento Florence Cassell: la detective será la encargada de acompañar al Detective Inspector Humphrey Goodman en la resolución de los casos en la isla.
- Aude Legastelois – Detective Sargento Madeleine Dumas: La sofisticada detective se encuentra en la isla con una vida totalmente diferente a la que ha tenido anteriormente.
- Gary Carr - Detective Sargento Fidel Best: El más joven del equipo. Al principio es oficial de policía, pero después asciende a Detective Sargento. Fidel tiene una esposa a la que nunca vemos y que da a luz a su hija en el final de la primera temporada. Se le describe como el más organizado del equipo, y se encarga de recoger huellas dactilares y declaraciones de los testigos. Es el más decidido del equipo, dispuesto a hacer lo que se le pida y mucho más para conseguir la aprobación de Poole.
- Tobi Bakare – Oficial J.P. Hooper:: es un policía joven y entusiasta con su trabajo y dispuesto siempre a ayudar a sus compañeros.
- Shyko Amos – Oficial Ruby Patterson: Es oficial de la policía de Saint-Marie desde el segundo capítulo de la temporada 8. Se unió a la policía tras la marcha del oficial Dwayne Myers, y es la sobrina del comisionado Patterson. Recién salida de la academia de policía, y aunque un poco caótica su alegría contagia a todo el equipo.
- Tahj Miles – Oficial Marlon Pryce: Se une a la policía de Honoré en la temporada 10. Antiguo ladrón, que tras conocer al oficial JP Hooper decide cambiar su vida y unirse a la policía.
- Élizabeth Bourgine – Catherine Bordey: Madre de la sargento Camille y propietaria de un bar, un lugar que el equipo utiliza para discutir los casos. Su relación con Poole es conflictiva, dado que son personalidades totalmente opuestas. Se convierte en alcaldesa.

## Producción

### Nacimiento del proyecto
El proyecto nació de la mano del guionista Robert Thorogood que presentó la idea en un concurso de guionistas novatos. La idea de que un policía británico marchaba a investigar el asesinato de un paisano a una isla tropical gustó a Tony Jordan, director de la productora Red Planet, que se encontró con la dificultad de su alto presupuesto (su primera temporada tuvo un presupuesto de 11,5 millones de euros) así como que el creador de la serie no tenía una trayectoria anteriormente. Sin embargo, la llegada de una productora francesa (Atlantique Productions) permitió a la serie poder emitirse en los dos principales mercados europeos y tener exenciones fiscales al rodarse en el departamento de Guadalupe.

### Rodaje
La serie se rueda durante seis meses en la ciudad de Deshaies en Guadalupe, en distintos escenarios de esta calurosa ciudad caribeña.

### Elección del reparto
Ben Miller consiguió el papel de Richard Poole tras enviar una audición grabada por su pareja por correo electrónico desde Ibiza. Tras la segunda temporada, Miller decidió abandonar la serie para estar más tiempo con su familia.
Así que la BBC ofreció el papel de su sucesor, Humphrey Goodman, a Kris Marshall. Tras la decisión de Kris Marshall de abandonar la serie, a partir de la séptima temporada es Ardal O'Hanlon quien interpreta al tercer inspector jefe de la serie.El cuarto inspector ha sido Neville Parker interpretado por Ralf Little que ha dado vida al personaje durante cuatro temporadas y media. El último capítulo de la temporada 13 supone la despedida del inspector Parker. En el capítulo de la Navidad de 2024 se presentará al nuevo inspector.

## Recepción
La serie se estrenó con una audiencia de casi 6 millones de espectadores, convirtiéndose en el programa más visto en su franja horaria.
La segunda temporada se estrenó con más de 8 millones de espectadores y un 28,8% de la audiencia en su franja horaria.
El estreno de la tercera temporada se convirtió en el episodio más visto de la serie.

## Inspectores
| # | Inspector | Nombre y Apellidos | Nombramiento            | Cese                 |
| - | --------- | ------------------ | ----------------------- | -------------------- |
| 1 |           | Richard Poole      | 25 de octubre de 2011   | 6 de julio de 2014   |
| 2 |           | Humphrey Goodman   | 6 de julio de 2014      | 9 de febrero de 2017 |
| 3 |           | Jack Mooney        | 9 de febrero de 2017    | 30 de agosto de 2020 |
| 4 |           | DI Neville Parker  | 30 de agosto de 2020    | 26 de agosto de 2024 |
| 5 |           | DI Merwin Wilson   | 22 de diciembre de 2024 |                      |

## Lista de episodios
| Serie                    | Episodios | Emitido originalmente   | Emitido originalmente   | Promedio de espectadores en el Reino Unido (millones) |
| Serie                    | Episodios | Primera emisión         | Última emisión          | Promedio de espectadores en el Reino Unido (millones) |
| ------------------------ | --------- | ----------------------- | ----------------------- | ----------------------------------------------------- |
| 1                        | 8         | 25 de octubre de 2011   | 13 de diciembre de 2011 | 5.89                                                  |
| 2                        | 8         | 8 de enero de 2013      | 26 de febrero de 2013   | 7.67                                                  |
| 3                        | 8         | 14 de enero de 2014     | 4 de marzo de 2014      | 8.46                                                  |
| 4                        | 8         | 8 de enero de 2015      | 26 de febrero de 2015   | 8.60                                                  |
| 5                        | 8         | 7 de enero de 2016      | 25 de febrero de 2016   | 8.08                                                  |
| 6                        | 8         | 5 de enero de 2017      | 23 de febrero de 2017   | 8.45                                                  |
| 7                        | 8         | 4 de enero de 2018      | 22 de febrero de 2018   | 7,72                                                  |
| 8                        | 8         | 10 de enero de 2019     | 28 de febrero de 2019   | 7.84                                                  |
| 9                        | 8         | 9 de enero de 2020      | 27 de febrero de 2020   | 7.54                                                  |
| 10                       | 8         | 7 de enero de 2021      | 18 de febrero de 2021   | 8.13                                                  |
| Especial de Navidad      | 1         | 26 de diciembre de 2021 | 26 de diciembre de 2021 | 7,96                                                  |
| 11                       | 8         | 7 de enero de 2022      | 25 de febrero de 2022   | 7.52                                                  |
| Especial de Navidad 2022 | 1         | 26 de diciembre de 2022 | 26 de diciembre de 2022 | 7.83                                                  |
| 12                       | 8         | 6 de enero de 2023      | 24 de febrero de 2023   | 7.31                                                  |
| Especial de Navidad 2023 | 1         | 26 de diciembre de 2023 | 26 de diciembre de 2023 | 6.61                                                  |
| 13                       | 8         | 4 de febrero de 2024    | 24 de marzo de 2024     | 7.30                                                  |
| 14                       | 1         | 22 de diciembre de 2024 | 22 de diciembre de 2024 | Por Confirmar                                         |

## Episodios
[ editar ]

### Temporada 1  (2011)
Ben 10 , Sara Martins , Danny John-Jules , Gary Carr y Don Warrington aparecieron por primera vez como Richard Poole, Camilla Bordey, McLovin, Pablo Diego José Francisco de Paula Juan Nepomuceno María de los Remedios Cipriano de la Santísima Trinidad Mártir Patricio Clito Ruíz y Picasso, y Selwyn Patterson.
| N.º en general | N.º in series | Título                      | Dirigido por   | Escrito por      | Fecha de emisión original | Espectadores del Reino Unido (millones) |
| --- | ------------- | --------------------------- | -------------- | ---------------- | ------------------------- | --------------------------------------- |
| 1 | 1             | "Llegando al Paraíso "      | Charles Palmer | Robert Thorogood | 25 de octubre de 2011     | 6,78                                    |
| Charlie Hulme ( Hugo Speer ), un inspector detective británico , es encontrado asesinado en una habitación cerrada con llave en la isla caribeña de Saint Marie, propiedad de los Lavender, Sarah (Coralie Audret) y James ( Rupert Graves ). El comisionado Selwyn Patterson exige que un oficial del Reino Unido investigue la muerte de Charlie, por lo que el inspector Richard Poole, impasible, vuela a Saint Marie de mala gana para resolver el misterio. La sargento Lily Thompson ( Lenora Crichlow ) y el oficial Fidel Best lo toleran mientras que el oficial Dwayne Myers encuentra fallas en sus métodos "ingleses". Richard se entera de que Charlie estaba teniendo una aventura con Sarah Lavender, lo que proporciona a James un motivo para asesinar. Richard está convencido de que ha resuelto el caso, pero luego James también es asesinado, lo que obliga a Richard a investigar más a fondo el caso y buscar a una misteriosa mujer vista en la casa el día de la muerte de Charlie, así como a reflexionar sobre la pregunta: ¿cómo se puede asesinar a alguien en una habitación cerrada? Primera aparición del inspector Richard Poole ( Ben Miller ), la sargento mayor Camille Bordey ( Sara Martins ), el oficial Dwayne Myers ( Danny John-Jules ), el oficial Fidel Best ( Gary Carr ) y el comisario Selwyn Patterson ( Don Warrington ). |               |                             |                |                  |                           |                                         |
| 2 | 2             | "" Noche de bodas malvada " | Roger Goldby   | Robert Thorogood | 1 de noviembre de 2011    | 6.53                                    |
| Una novia recibe un disparo en el corazón con un arpón y cae por un balcón pocos minutos después de casarse, en una habitación de la que no tenía la llave. Richard se une al nuevo sargento Camille para averiguar quién querría a la novia muerta; se entera de que nadie había entrado ni salido del quinto piso de la habitación del hotel durante las celebraciones, lo que lo lleva a creer que uno de los invitados a la fiesta debe ser el asesino. Sin embargo, ninguno parece tener razones concretas para matar y todos tienen coartadas aparte del marido recién casado. Después de que encuentran a la criada estrangulada, Richard se pregunta si su cartel de limpieza en progreso causó todo. Primera aparición de Catherine Bordey ( Élizabeth Bourgine ) |               |                             |                |                  |                           |                                         |
| 3 | 3             | "Prediciendo el asesinato " | Charles Palmer | Robert Thorogood | 8 de noviembre de 2011    | 5.31                                    |
| Dwayne está presente cuando Angelique Morel, una sacerdotisa vudú ( Mona Hammond ), predice su propia muerte y la asesina, aunque resulta sorprendente que más tarde sea asesinada cuando muere en la escuela local de la isla solo unas horas después. Richard se entera de un romance que tuvo lugar años antes en la escuela y que condujo a la desaparición de una mujer, que era la hija de la sacerdotisa. Dirige su atención a Nicholas Dunham ( Nicholas Farrell ), el principal sospechoso y antiguo director de Fidel, que estuvo involucrado en la desaparición de la mujer y coincide con la descripción que dio la sacerdotisa vudú. Pero Nicholas tiene una coartada, lo que lleva a Richard a preguntarse si le están tendiendo una trampa o no. |               |                             |                |                  |                           |                                         |
| 4 | 4             | "¿Falta un cuerpo ?         | Roger Goldby   | James Payne      | 15 de noviembre de 2011   | 5.82                                    |
| Megan Talbot ( Miranda Raison ) entra en la comisaría de policía de Saint Marie cubierta de sangre y confiesa el asesinato de su marido abusivo, Lucas ( Neil Stuke ). Al principio, el cuerpo de Lucas no aparece por ningún lado, lo que lleva a Richard a creer que ella es inocente, mientras que Camille no está de acuerdo. Cuando más tarde encuentran el cuerpo en el mar, Richard sigue sin creer que Megan esté detrás de su muerte y, mientras interroga a los amigos de Lucas, Patrick ( Derek Riddell ) y Astrid Knight ( Emma Fielding ), aumentan sus razones para sospechar que uno de ellos es el asesino. |               |                             |                |                  |                           |                                         |
| 5 | 5             | "Encuentra la diferencia    | Alfredo Lot    | Harry Holmes     | 22 de noviembre de 2011   | 5.45                                    |
| Richard se siente avergonzado cuando un prisionero es apuñalado por la espalda mientras está esposado a él. Al darse cuenta de que su carrera puede terminar si no logra descubrir quién es el asesino, Richard investiga los antecedentes penales del prisionero y descubre que era un estafador. Como muchos de los sospechosos quieren ver muerto al prisionero, Richard centra su atención en la viuda de la víctima, convencido de que sabe más de lo que dice saber. La pista clave del caso es la muerte inesperada de la viuda el día del funeral de su marido, lo que revela quién es el asesino original. |               |                             |                |                  |                           |                                         |
| 6 | 6             | "Una ayuda inútil           | Alfredo Lot    | Robert Thorogood | 29 de noviembre de 2011   | 5.30                                    |
| Dwayne y Fidel se unen para resolver la muerte de un buzo experimentado que se ahoga en tres metros de agua cuando Richard enferma de fiebre y Camille está en París. Cuando comienzan a investigar la muerte del buzo, la pareja se apresura a establecer que el buzo fue asesinado. DS Angela Young ( Shirley Henderson ), una detective británica de vacaciones, comienza a intervenir en el caso e intenta resolver el misterio ella misma, pero cuando no hay avances en la investigación, Dwayne y Fidel van a espaldas de Angela para trabajar en el caso ellos mismos y le presentan a Richard todas las pruebas que han reunido, lo que lleva a Richard a resolver el asesinato antes que Angela. Después de resolver el caso, Richard se enfrenta a una furiosa Camille a cuya madre, Catherine, insultó accidentalmente cuando estaba enferma, mientras los dos discuten, Dwayne y Fidel comentan felizmente que todo ha vuelto a la normalidad. |               |                             |                |                  |                           |                                         |
| 7 | 7             | "Música de asesinato "      | Paul Harrison  | Jack Lothian     | 6 de diciembre de 2011    | 5.66                                    |
| Dwayne lleva al equipo al concierto de una banda de rock reformada, pero el cantante principal es asesinado a tiros y encontrado en el escenario dentro de un ataúd de utilería pocos minutos antes de la actuación prevista. Como todos los sospechosos tienen una coartada, Camille, Dwayne y Fidel comienzan a creer que fue un suicidio, pero Richard no está convencido. Richard utiliza las fotografías del fotógrafo en el concierto e identifica una de las coartadas como improvisada. |               |                             |                |                  |                           |                                         |
| 8 | 8             | "Entre nosotros "           | Paul Harrison  | Robert Thorogood | 13 de diciembre de 2011   | 6.29                                    |
| Dwayne se deleita en mostrar a Nadia, una nueva dama que conoce durante una noche de fiesta. Sin embargo, su felicidad se ve truncada rápidamente cuando a la mañana siguiente encuentran a Nadia asesinada en su cama, con monedas metidas en su boca, y la casa saqueada. Richard se niega a romper el protocolo y trata a Dwayne como sospechoso de asesinato, para gran indignación del equipo. Richard descubre que Nadia, que en realidad se llamaba Rose, era una informante a punto de exponer un escándalo de lavado de dinero. El equipo lucha por encontrar pruebas para atrapar al asesino de Rose, hasta que Richard analiza más a fondo las pruebas de las que ya está al tanto. La esposa de Fidel, Juliet, se pone de parto y da a luz a una hija, Rosie. |               |                             |                |                  |                           |                                         |

### Temporada 2 (2013)
| N.º en general | N.º in series | Título                            | Dirigido por  | Escrito por      | Fecha de emisión original | Espectadores del Reino Unido (millones) |
| --- | ------------- | --------------------------------- | ------------- | ---------------- | ------------------------- | --------------------------------------- |
| 9 | 1             | "Un asesinato en la plantación    | Keith Bok     | Delinda Jacobs   | 8 de enero de 2013        | 8.20                                    |
| Richard investiga la muerte del dueño de una plantación de azúcar, Roger Seymour, cuando lo encuentran muerto con un machete en la espalda. Richard se entera de que la plantación de azúcar alguna vez fue una gran empresa, pero se desmoronó cuando el maltrato a los trabajadores los llevó a abandonar la empresa. Con la familia Seymour enfrentada entre sí, Richard sabe que uno de ellos fue el asesino. Sin embargo, como los miembros de la familia tienen coartadas sólidas y se vieron en el momento del asesinato de Roger, Richard busca una explicación alternativa para identificar al asesino. |               |                                   |               |                  |                           |                                         |
| 10 | 2             | "Una muerte impía                 | Alrick Riley  | Colin por cierto | 15 de enero de 2013       | 7.84                                    |
| La hermana Therese, una adolescente, muere en un incendio en su habitación del convento local. Se cree que murió accidentalmente, cuando un cigarrillo incendió su habitación, que estaba cerrada por dentro. Sin embargo, cuando Richard encuentra una nota amenazante enviada a Therese antes de morir, cree que Therese descubrió algo que no debía haber descubierto y que tuvo que morir como resultado de su descubrimiento. Mientras tanto, se descubre un secreto familiar de Therese, lo que provoca un ataque a una de las hermanas de la iglesia. |               |                                   |               |                  |                           |                                         |
| 11 | 3             | "Muerte en la Clínica "           | David O'Neill | Dan Sefton       | 22 de enero de 2013       | 7,98                                    |
| La muerte de Valerie Dupree en una clínica de cirugía plástica deja a Richard y al equipo desconcertados, ya que parece que Valerie se suicidó. El Dr. Jones revela que Valerie tenía tendencias suicidas, pero Richard está convencido de que Valerie en realidad fue asesinada: se sospecha que su taza de té fue envenenada. Sin embargo, como los resultados son negativos, a Richard le resulta difícil encontrar los medios. La sospechosa Jayne cree que Valerie tenía una aventura con Paul, pero el Dr. Jones revela que tenía una aventura con Paul, lo que les proporciona a ambos coartadas. Richard luego se entera de que la clínica en sí era una operación ilegal, que proporcionaba nuevas identidades a los criminales. |               |                                   |               |                  |                           |                                         |
| 12 | 4             | "Una maldición mortal             | Alrick Riley  | Robert Thorogood | 29 de enero de 2013       | 7.68                                    |
| Un equipo de exploradores visita Saint Marie en busca de un tesoro, hasta que el líder del grupo, Daniel Morgan, resulta herido en una explosión y el miembro del equipo, Ian Parks, es asesinado a tiros. Richard cree que Daniel era el objetivo previsto y que Ian murió accidentalmente, pero cuando Daniel se ve involucrado en otro extraño accidente, Richard se pregunta si Daniel es el asesino, lo que hace que los accidentes parezcan una trampa para él. Después de pedirle a Dwayne que lo saque de las celdas para interrogarlo, descubren un nuevo obstáculo: él mismo ha muerto durante la noche en las celdas. |               |                                   |               |                  |                           |                                         |
| 13 | 5             | "Asesinato a bordo                | Keith Bok     | Jack Lothian     | 5 de febrero de 2013      | 7.21                                    |
| La amiga de Camille, Aimee, cae muerta en un barco de fiesta, delante de Camille. Selwyn exige que se detenga a un grupo de elaboración ilegal de alcohol, ya que las destilerías oficiales lo presionan, pero Richard centra sus prioridades en atrapar al asesino. Mientras investiga los motivos detrás de la muerte de Aimee, Richard se entera de que Aimee planeaba mudarse a Miami para firmar un nuevo contrato discográfico, y Stephen no estaba contento con eso, ni tampoco Eloise, que estaba celosa de los éxitos de Aimee y quería sabotear su mudanza a Miami. |               |                                   |               |                  |                           |                                         |
| 14 | 6             | "Una pizca de sol "               | Alrick Riley  | Colin por cierto | 12 de febrero de 2013     | 7,49                                    |
| Richard investiga la muerte de June, que fue estrangulada en la villa que alquilaba. Los principales sospechosos son Doug (el marido de June y un antiguo colega de Richard, a quien no le cae bien, del Reino Unido), Janice (la hermana de June, que es la única beneficiaria del testamento de June) y la limpiadora Estelle. Richard se entera de que Estelle está intentando vender las joyas robadas de June, pero no tiene ningún motivo real para matarla. Cuando Janice recuerda haber visto a uno de los propietarios de la villa abandonando la escena del crimen, Richard empieza a preguntarse si el asesinato de June está relacionado con un caso histórico ocurrido en el Reino Unido. Ralf Little (DI Neville Parker del episodio 69 al episodio 107) apareció como estrella invitada como Will Teague.                                                                          |               |                                   |               |                  |                           |                                         |
| 15 | 7             | "" Un acontecimiento tormentoso " | David O'Neill | James Payne      | 19 de febrero de 2013     | 7.42                                    |
| Saint Marie se prepara para un huracán. El investigador Leo Downs es encontrado muerto y la escena es montada para que parezca el resultado de un huracán. Richard trabaja con su equipo para resolver la muerte de Leo y descubre que los colegas de Leo lo vieron como un adulador. También se entera de que Damon tenía un motivo para matar a Leo, ya que Leo estaba enamorado de Amber, que era la ex de Damon. A pesar de esto, cada sospechoso tiene una coartada. Se descubren pruebas adicionales cuando se encuentran mensajes de Skype entre Leo y su madre que revelan que Leo tenía grandes planes para su próximo proyecto de investigación. |               |                                   |               |                  |                           |                                         |
| 16 | 8             | "Una fiesta mortal                | Alrick Riley  | Robert Thorogood | 26 de febrero de 2013     | 7,50                                    |
| El filántropo Malcolm Powell es asesinado a tiros en un evento benéfico para recaudar fondos. Todos los sospechosos estaban a la vista de Camille en ese momento y ella intenta perseguir a un automóvil que intenta escapar, pero el conductor corta las ruedas del Land Rover de la policía. La secretaria de Malcolm, Vicky, afirma que un hombre llamado Jack Roberts asesinó a Malcolm, pero Jack Roberts no aparece por ningún lado. Dwayne rastrea el automóvil que vio Camille, pero las huellas del barco que se alejan de él son demasiado pequeñas para hacer una huida adecuada, así que ¿en qué lugar de la isla podría estar? Richard se entera de que Malcolm huyó a Saint Marie desde el Reino Unido cuando estafó a los inversores de su empresa y sospecha que fue chantajeado en el período previo a su muerte. Fidel aprueba sus exámenes de sargento y el equipo lo celebra. |               |                                   |               |                  |                           |                                         |

### Temporada 3 (2014)
Las últimas apariciones de Ben Miller y Gary Carr como Richard Poole y Fidel Best y el programa presenta a Kris Marshall , quien asumió el papel principal de Humphrey Goodman.
| N.º en general | N.º in series | Título                          | Dirigido por    | Escrito por                 | Fecha de emisión original | Espectadores del Reino Unido (millones) |
| --- | ------------- | ------------------------------- | --------------- | --------------------------- | ------------------------- | --------------------------------------- |
| 17 | 1             | "Muerte de un detective         | Cilla Ware      | Robert Thorogood            | 14 de enero de 2014       | 8.69                                    |
| Mientras Camille, Dwayne y Fidel bromean sobre salvar a Richard de una reunión universitaria, uno de los miembros de la reunión lo encuentra apuñalado hasta la muerte con un picahielos. El inspector Humphrey Goodman vuela desde el Reino Unido para resolver el caso, pero el equipo lo encuentra extraño y todos, especialmente Camille, extrañan a Richard. Como el caso resulta delicado para el equipo, Humphrey toma el liderazgo de la investigación. Se entera de que uno de los principales sospechosos, Roger Sadler, le guardó rencor a Richard durante más de 25 años, pero cuando Humphrey interroga a Roger, sus razones para creer que asesinó a Richard desaparecen. Después de mirar fotografías antiguas de Richard y sus amigos, Humphrey resuelve el caso con éxito. El equipo está encantado con Humphrey, pero Humphrey se queda desconsolado cuando su esposa lo llama desde el Reino Unido para decirle que lo ha dejado. Última aparición regular del DI Richard Poole ( Ben Miller ) Primera aparición del DI Humphrey Goodman ( Kris Marshall ) |               |                                 |                 |                             |                           |                                         |
| 18 | 2             | "El hombre equivocado           | Cilla Ware      | Margarita Coulam            | 21 de enero de 2014       | 8.46                                    |
| Thea Holmes sustituye a su amiga Lexi Cunningham ( Michelle Ryan ) en el rodaje de una película de terror . Sin embargo, Thea aparece muerta en el plató, tras haber sido envenenada. Humphrey se entera de que Thea fue encarcelada hace años por un atraco que cometió y que salió mal, pero está convencido de que debería haber sido Lexi la que murió, no Thea. Interroga al guionista Arnold Finch, quien admite que no le gustaba Lexi abiertamente. Humphrey también se entera de que Arnold estaba buscando venenos en Internet. Mientras Humphrey continúa con sus investigaciones, muere un sospechoso, que parece haberse suicidado, aunque Humphrey no está convencido y profundiza en la investigación, decidido a no dejar que el caso se cierre. |               |                                 |                 |                             |                           |                                         |
| 19 | 3             | "Un asesinato artístico "       | Dusan Lazarevic | Pablo Logue                 | 28 de enero de 2014       | 8.04                                    |
| Gigoló Carlton Paris es asesinado después de una exposición de arte. Humphrey se entera de que Carlton llamó a la policía unos minutos antes de morir, alegando que una mujer tenía un arma y que iba a dispararle. Cuando Humphrey centra su atención en las mujeres de la isla con las que Carlton se había topado, se queda con una lista de sospechosos y motivos. Fidel comienza a sentirse culpable por la muerte, ya que cortó el contacto con Carlton porque pensó que tener un gigoló como mejor amigo quedaría mal. El equipo también se entera de que después del asesinato de Carlton, solo le robaron su teléfono y una vieja guía de viaje de su casa. |               |                                 |                 |                             |                           |                                         |
| 20 | 4             | "" Vosotros, los de poca fe "   | Dusan Lazarevic | Ian Kershaw                 | 4 de febrero de 2014      | 8.45                                    |
| Mientras un equipo de tripulantes de una aerolínea se aloja en un hotel en Saint Marie, la azafata Natasha Thiebert es encontrada muerta. Humphrey investiga la muerte de Natasha y descubre que le habían informado de un ascenso dentro de la aerolínea apenas horas antes de su asesinato. Como las pruebas sugieren que el piloto, Adam Frost, había estado en la habitación de Natasha antes de su muerte, el equipo está ansioso por hablar con él. Encuentran una botella de veneno en la habitación de Adam con sus huellas dactilares, lo que indica que asesinó a Natasha, pero Humphrey cree que le están tendiendo una trampa. |               |                                 |                 |                             |                           |                                         |
| 21 | 5             | "Suicidio político              | Roberto Quinn   | Robert Thorogood            | 11 de febrero de 2014     | 8.84                                    |
| Se cree que el ministro de comercio de Saint Marie se suicidó, ya que había dejado una nota de suicidio antes de su muerte, pero el ángulo de la herida de bala sugiere que fue asesinado. Humphrey investiga la muerte del ministro y se entera de que tuvo un romance con su asistente, Lena. Cuando Lena es entrevistada en presencia de su padrino, Marlon, por Humphrey y Camille, se revela que Marlon es el padre de Camille, quien la abandonó cuando tenía seis años. |               |                                 |                 |                             |                           |                                         |
| 22 | 6             | "El pájaro madrugador           | Roberto Quinn   | JC Wilsher y Simon Winstone | 18 de febrero de 2014     | 8.27                                    |
| Un grupo de observadores de aves se une a la isla de Saint Marie en busca de su raro loro verde. Sin embargo, mientras el grupo deambula por la jungla, Mark Talbot es apuñalado hasta la muerte con su cuchillo de caza. Humphrey y su equipo se enteran de que Mark era un miembro impopular del grupo de observadores de aves, ya que había tenido una aventura con la esposa de un compañero observador de aves, lo que dio lugar a amenazas de muerte contra Mark. Cuando Humphrey se entera de que Mark solo estuvo fuera de la vista del grupo durante un par de minutos antes de su muerte a media milla de distancia, comienza a cuestionar la habilidad del asesino. |               |                                 |                 |                             |                           |                                         |
| 23 | 7             | "El hombre de la pistola de oro | Richard Signy   | Jack Lothian                | 25 de febrero de 2014     | 8.40                                    |
| El impopular empresario inmobiliario Alex Jackson es asesinado a tiros en su isla privada, por lo que Humphrey y el equipo navegan hacia la isla para resolver el asesinato. Las únicas personas que se encontraban en la isla en el momento del asesinato eran Rosie, la ama de llaves; Emily, la secretaria; y los tres hijos de Alex. El principal sospechoso era el único que tenía acceso al arma homicida, pero también el único que tenía una coartada. El mal tiempo atrapa a Humphrey y al equipo en la isla con el asesino. Solo uno de los hijos de Alex iba a heredar su negocio, y cuando Humphrey se entera de que Alex planeaba cambiar su testamento, resuelve el caso. |               |                                 |                 |                             |                           |                                         |
| 24 | 8             | "Calle Morgue "                 | Richard Signy   | Robert Thorogood            | 4 de marzo de 2014        | 8.52                                    |
| Emma Redding es encontrada muerta en su propia habitación en una residencia de ancianos local; se cree que su muerte fue un suicidio. Sin embargo, como los amigos y el prometido de Emma dicen que Emma tenía muchas cosas que esperar en su vida, Humphrey comienza a sospechar que en realidad fue asesinada. Mientras investiga el asesinato de Emma, Humphrey se distrae, ya que su esposa llega a la isla en busca de una reconciliación. Humphrey decide que es más feliz viviendo en Saint Marie y, una vez que resuelve con éxito la muerte de Emma, le confía a Fidel sus crecientes sentimientos por Camille. Última aparición del Sargento Fidel Best ( Gary Carr ) |               |                                 |                 |                             |                           |                                         |

### Temporada 4 (2015)
El programa presenta a Joséphine Jobert y Tobi Bakare como Florence Cassell y JP Hooper y la última aparición de Sara Martins como Camilla Bordey.
| N.º en general | N.º in series | Título                                           | Dirigido por  | Escrito por          | Fecha de emisión original | Espectadores del Reino Unido (millones) 7 días | Espectadores del Reino Unido (millones) 28 días |
| --- | ------------- | ------------------------------------------------ | ------------- | -------------------- | ------------------------- | ---------------------------------------------- | ----------------------------------------------- |
| 25 | 1             | "Puñalada en la oscuridad "                      | Richard Signy | Robert Thorogood     | 8 de enero de 2015        | 8,92                                           | 9.26                                            |
| Durante el festival Fete Mouri de la isla se lleva a cabo una sesión espiritista en un intento de contactar con un sirviente asesinado en 1850. Sin embargo, mientras la puerta está cerrada y todos los participantes se toman de la mano, el dueño de una destilería de ron es asesinado. Los participantes están convencidos de que el fantasma del sirviente ha regresado para matar, pero Humphrey no lo está y comienza a buscar una explicación alternativa para la muerte del dueño. El comisionado Patterson interviene para ayudar al equipo después de la partida de Fidel de Saint Marie. El comisionado Patterson también presenta a la sargento Florence Cassell. Primera aparición de la sargento Florence Cassell ( Josephine Jobert ) Esta fue también la primera aparición de Don Gilet, quien en 2024 fue nombrado el nuevo detective principal después de la partida de Ralf Little. En este episodio aparece como estrella invitada como el asesino, Andre Morgan. |               |                                                  |               |                      |                           |                                                |                                                 |
| 26 | 2             | "Secretos ocultos "                              | Richard Signy | Simón Winstone       | 15 de enero de 2015       | 8.51                                           | 8.83                                            |
| Jake Peters, dueño de una escuela de surf, es asesinado a tiros y robado en su taller, a pesar de que está cerrado por dentro y no hay otra salida posible. Uno de los estudiantes de Jake ya es buscado por la policía por robar a la empresa, pero Humphrey se da cuenta de que hay dos estudiantes más con motivos para querer matar a Jake. El médico de Jake le informa a Humphrey que Jake tenía una enfermedad terminal, lo que le ayuda a resolver el caso. Cuando se enfrenta a la competencia por Camille, Humphrey aumenta sus muestras de afecto hacia ella. La sargento Florence Cassell incita a Dwayne a convertirse en un adicto al trabajo temporal. |               |                                                  |               |                      |                           |                                                |                                                 |
| 27 | 3             | ""Maldito si lo haces... "                       | David O'Neill | Tom Higgins          | 22 de enero de 2015       | 8.45                                           | 8,78                                            |
| La Sociedad del Patrimonio de Saint Marie celebra la historia de la isla con una comida, pero todos los invitados terminan con una intoxicación alimentaria. Cuando Francis Davison, de la sociedad, muere a causa de una cantidad significativa de intoxicación, comienza una investigación por asesinato, y Humphrey investiga los motivos de los invitados. Solo una hora antes de su muerte, el presidente llamó a Humphrey para decirle que alguien estaba tratando de asesinarlo. Humphrey se entera de que el hijo del presidente discutió con él solo horas antes de su muerte, mientras que la secretaria de la sociedad, Teresa, estaba robando los fondos de la sociedad. Mientras continúa trabajando para resolver el misterio, los fuertes sentimientos de Humphrey por Camille alcanzan su punto máximo. |               |                                                  |               |                      |                           |                                                |                                                 |
| 28 | 4             | "Hasta que la muerte los separe                  | David O'Neill | Rebeca Wojciechowski | 29 de enero de 2015       | 8.69                                           | 9.11                                            |
| Humphrey es llamado a un hotel cuando una novia es encontrada muerta en su habitación la mañana después de su despedida de soltera . El equipo establece rápidamente que la novia conocía a su asesino, ya que los dejó entrar voluntariamente a su habitación antes de que la mataran. Afortunadamente, algunas velas de 8 horas aparentemente marcan la hora de la muerte. Camille reflexiona sobre su futuro en Saint Marie cuando le ofrecen un trabajo permanente en París. Humphrey decide decirle a Camille lo que realmente siente por ella en un intento de disuadirla de abandonar la isla, pero a pesar de esto, Camille finalmente decide que es hora de mudarse a París. Última aparición regular de DS Camille Bordey ( Sara Martins ) |               |                                                  |               |                      |                           |                                                |                                                 |
| 29 | 5             | "Nadando en el asesinato "                       | Pablo Murphy  | Ian Kershaw          | 5 de febrero de 2015      | 8.47                                           | 8.89                                            |
| Tras la marcha de Camille, Florence es ascendida a sargento detective. El nuevo oficial JP Hooper se une al equipo en Saint Marie. El cantante principal de un grupo pop se electrocuta cuando un equipo de iluminación cae en una piscina y, aunque todos los sospechosos estaban en el estudio en el momento del asesinato, también guardaban rencor contra la víctima, que había incendiado el estudio de un productor de discos hace más de 20 años. Mientras Humphrey sigue buscando pruebas para localizar al asesino, se encuentra con un escarabajo que no es originario de la isla, lo que le ayuda a resolver el caso. Primera aparición del oficial JP Hooper ( Tobi Bakare ) |               |                                                  |               |                      |                           |                                                |                                                 |
| 30 | 6             | "El asesinato perfecto                           | Pablo Murphy  | Hermandad de Mark    | 12 de febrero de 2015     | 8.38                                           | 8.85                                            |
| Los residentes de Saint Marie celebran cuando el equipo de voleibol avanza a la final del Campeonato Interinsular de Voleibol. Las celebraciones se acortan rápidamente cuando la jugadora de alto perfil Shelley Kennedy es encontrada en la parte trasera de su jeep, envuelta en una sábana, apuñalada en el corazón. Cuando la noticia de la muerte de Shelley se difunde rápidamente en las principales cadenas de noticias de todo el mundo, Humphrey y el equipo sienten la presión de atrapar al asesino de Shelley y entender por qué fue asesinada. |               |                                                  |               |                      |                           |                                                |                                                 |
| 31 | 7             | "" La asesinaron dos veces "                     | Richard Signy | Dana Fainaru         | 19 de febrero de 2015     | 9.10                                           | 9.62                                            |
| La autoritaria jefa Annette Burgess es asesinada en su cama. Humphrey se entera de que le robaron el teléfono y también de que uno de los principales sospechosos, Dom, tenía vínculos secretos con Annette, lo que le daba el mayor motivo para el asesinato. Dom admite haber asesinado a Annette, pero luego Humphrey descubre que Annette estaba muerta antes de que Dom le disparara. |               |                                                  |               |                      |                           |                                                |                                                 |
| 32 | 8             | "A diferencia del Padre, a diferencia del Hijo " | Richard Signy | Matthew Barry        | 26 de febrero de 2015     | 8.30                                           | 8.86                                            |
| Un sospechoso de asesinato es asesinado a tiros en su celda. Humphrey se entera de que la víctima era muy detestada, ya que tanto su esposa como su hermano querían vengarse. A pesar de esto, Humphrey no logra comprender cómo el asesino pudo salirse con la suya matando a la víctima, ya que JP y Dwayne estaban vigilando la celda en el momento del asesinato. Junto con la investigación del asesinato, el padre de Humphrey vuela a Saint Marie para tratar de alentar a Humphrey a regresar al Reino Unido y reunirse con su esposa. |               |                                                  |               |                      |                           |                                                |                                                 |

1. ^ Este episodio se trasladó del horario normal de transmisión de las 9:00 p. m. a las 8:25 p. m. debido a los dos episodios del 30.º aniversario de EastEnders esa noche que se colocaron antes y después de este episodio, recibiendo un aumento de audiencia como resultado.

### Temporada  5 (2016)
| N.º en general | N.º in series | Título                      | Dirigido por   | Escrito por      | Fecha de emisión original | Espectadores del Reino Unido (millones) 7 días | Espectadores del Reino Unido (millones) 28 días |
| --- | ------------- | --------------------------- | -------------- | ---------------- | ------------------------- | ---------------------------------------------- | ----------------------------------------------- |
| 33 | 1             | "El asesinato complejo      | Edward Bennett | Robert Thorogood | 7 de enero de 2016        | 8.71                                           | 9.24                                            |
| Humphrey se compra un nuevo barco en la isla mientras, al mismo tiempo, un filántropo millonario es asesinado en su yate, mientras todos los miembros del grupo que se encuentran en su yate están en el mar y a la vista unos de otros. Junto a la víctima hay un soldadito de juguete, lo que desconcierta a Humphrey. A medida que avanza la investigación, Humphrey y el equipo descubren que el filántropo tuvo roces con todos los sospechosos. |               |                             |                |                  |                           |                                                |                                                 |
| 34 | 2             | "Uno para el camino "       | Edward Bennett | Dan Muirden      | 14 de enero de 2016       | 8.17                                           | 8,70                                            |
| La gobernadora saliente de Saint Marie, Caroline Bamber, es envenenada después de aceptar una bebida de Selwyn en su fiesta de despedida. Mientras Humphrey revisa el bolso de Caroline en busca de posibles pruebas, encuentra una nota sin firmar que advierte a Caroline de su propia muerte. El secretario privado de Caroline, Ellery, informa a Humphrey de un aparente escándalo de chantaje que estaba ocurriendo entre Caroline y el presidente, Francois. Mientras intenta averiguar por qué asesinaron a Caroline, la búsqueda de Humphrey de una novia a través de sitios web de citas tiene poco éxito.                                                 |               |                             |                |                  |                           |                                                |                                                 |
| 35 | 3             | "Posando en el asesinato "  | Audrey Cooke   | Tom Higgins      | 21 de enero de 2016       | 7.83                                           | 8.41                                            |
| Humphrey y el equipo son llamados a investigar el asesinato de una modelo durante una sesión de fotos benéfica. Resulta que la modelo tenía un acosador en los preparativos para su muerte, aunque también tenía otros tres sospechosos con razones para querer verla muerta. Todos los sospechosos tienen coartadas, hasta que Humphrey descubre una fotografía que demuestra que una de las coartadas es falsa. Una de las modelos, Rosey, es una antigua enamorada de JP, y comienzan a salir. |               |                             |                |                  |                           |                                                |                                                 |
| 36 | 4             | "Un asesinato personal "    | Audrey Cooke   | Emma Goodwin     | 28 de enero de 2016       | 7,78                                           | 8.41                                            |
| Dwayne recibe un mensaje de texto de su amigo muerto, Cedrik, en el que afirma que fue asesinado, apenas minutos después de elogiarlo en su funeral. El forense había registrado la muerte de Cedrik como natural, pero un análisis más detallado de la escena de su muerte revela que Cedrik en realidad fue asfixiado. Con un número limitado de sospechosos, Humphrey los interroga a todos individualmente, pero se entera de que todos estaban jugando a las cartas la noche de la muerte de Cedrik. Luego, cuando Humphrey habla con un amigo anciano de Cedrik, se entera de un suceso ocurrido hace 45 años, lo que proporciona un motivo para el asesinato. |               |                             |                |                  |                           |                                                |                                                 |
| 37 | 5             | "Identidad perdida "        | Roger Simonsz  | Robert Thorogood | 4 de febrero de 2016      | 8.14                                           | 8,78                                            |
| Mientras la tía de Humphrey, Mary, lo visita en la isla, es testigo de cómo el empresario John Green cae desde un balcón y muere. John era nuevo en Saint Marie y no conocía a nadie, aunque pronto se descubre que John Green es una identidad falsa, ya que la víctima había estado bajo protección de testigos en la isla seis años antes. Cuando Mary le proporciona a Humphrey cierta información que logra recordar, Humphrey resuelve el caso. |               |                             |                |                  |                           |                                                |                                                 |
| 38 | 6             | "" Repartiendo asesinatos " | Roger Simonsz  | Dana Fainaru     | 11 de febrero de 2016     | 7,90                                           | 8.51                                            |
| Tras la inauguración de su nuevo restaurante, Robert Holt es apuñalado hasta la muerte. Le roban el teléfono y la cartera, y Humphrey y el equipo sospechan inicialmente que el incidente se debe a un robo. Un ex-preso en bancarrota es el único sospechoso que no tiene coartada la noche del asesinato, pero los sospechosos con coartada tienen motivos más elaborados para el asesinato. Las imágenes de vídeo tomadas ilegalmente en el restaurante resultan útiles para ayudar a Humphrey a darse cuenta de quién es el verdadero asesino. |               |                             |                |                  |                           |                                                |                                                 |
| 39 | 7             | "El Mar Rojo Sangriento     | Richard Signy  | Será pescador    | 18 de febrero de 2016     | 8.00                                           | 8.57                                            |
| Apenas unas horas después de una discusión con su rival, el cazador de tesoros Newton Farrell, Tosh Walker es asesinado en el barco de Newton; su cadáver es arrojado al mar. Newton es el principal sospechoso: el arma homicida es suya y Tosh llamó a su esposa momentos antes de morir. Sin embargo, Newton fue visto bebiendo en un bar cuando Tosh murió, lo que desconcierta a Humphrey y su equipo, que no pueden entender por qué Newton fue engañado, en particular por la víctima. |               |                             |                |                  |                           |                                                |                                                 |
| 40 | 8             | "Llamas de amor "           | Richard Signy  | Matthew Barry    | 25 de febrero de 2016     | 8.09                                           | 8.73                                            |
| Una turista, Sian Evans, es encontrada muerta en su baño cerrado. Todas las pruebas apuntan a que Sian se suicidó, pero Humphrey se resiste a creer que no fue asesinada. Sus sospechas se confirman pronto cuando se entera de que todos los sospechosos tenían diferentes motivos. Humphrey también se topa (casi literalmente) con Martha Lloyd ( Sally Bretton ), a quien conoce de su época en Inglaterra, y fijan una cita, pero los nervios de último momento de JP antes de su boda con Rosie casi terminan el nuevo romance antes de que pueda comenzar. |               |                             |                |                  |                           |                                                |                                                 |

### Temporada 6 (2017)
| N.º en general | N.º in series | Título                            | Dirigido por   | Escrito por      | Fecha de emisión original | Espectadores del Reino Unido (millones) 7 días | Espectadores del Reino Unido (millones) 28 días |
| --- | ------------- | --------------------------------- | -------------- | ---------------- | ------------------------- | ---------------------------------------------- | ----------------------------------------------- |
| 41 | 1             | "Estallando en asesinatos "       | Claire Winyard | Dana Fainaru     | 5 de enero de 2017        | 9.26                                           | 9.81                                            |
| El vulcanólogo Stephen Langham es encontrado muerto al lado de un volcán activo, y todas las pruebas apuntan a una muerte por causas naturales, aunque Humphrey cree lo contrario. Todos los colegas de Stephen tienen coartadas creíbles, ya que ingresaron al centro de investigación utilizando el sistema de tarjeta de acceso en el momento de la muerte de Stephen. El otro sospechoso, Joseph, estaba ausente en el momento del asesinato, lo que deja a Humphrey y al equipo sin saber qué sucedió el día de la muerte de Stephen. |               |                                   |                |                  |                           |                                                |                                                 |
| 42 | 2             | "El secreto del árbol de la llama | Jermain Julien | Kelly Jones      | 12 de enero de 2017       | 8.69                                           | 9.39                                            |
| La excompañera de clase de Florence, Esther Monroe, es encontrada muerta al pie de un acantilado. Su muerte recuerda a los acontecimientos de un suicidio en el libro de la autora local Sylvie Baptiste, The Flame Tree . Los principales sospechosos: Sylvie, su editora Patricia y los organizadores Anna y Oliver tienen coartadas entre sí. Humphrey también se entera de que Oliver intentó violar a Esther antes de su muerte, y que Sylvie tiene una hermana perdida hace mucho tiempo, Lizzie. A medida que la evidencia comienza a acumularse, Humphrey se da cuenta de quién es el asesino. |               |                                   |                |                  |                           |                                                |                                                 |
| 43 | 3             | "El asesinato imposible           | Claire Winyard | Alex Walker      | 19 de enero de 2017       | 8.21                                           | 8.91                                            |
| Humphrey lleva a Martha a pasar un fin de semana romántico en un hotel, pero el tiempo que pasan juntos se ve limitado cuando el hermano del gerente del hotel es asesinado. Humphrey no puede entender cómo se llevó a cabo el asesinato con éxito cuando el único acceso a la habitación de la víctima era a través de una escalera, que Humphrey había estado vigilando todo el tiempo. Humphrey sospecha que Irie Johnson, el recepcionista del hotel, puede haber jugado un papel en el asesinato cuando la víctima se enteró de que Irie estaba planeando una estafa con tarjetas de crédito. Sin embargo, un descubrimiento casual de Dwayne ayuda al equipo a darse cuenta de la verdadera identidad del asesino. |               |                                   |                |                  |                           |                                                |                                                 |
| 44 | 4             | "Perplejo por el asesinato "      | Jermain Julien | Dan Muirden      | 26 de enero de 2017       | 7,96                                           | 8.67                                            |
| El presidente y jugador estrella del club de críquet de Saint Marie es encontrado muerto a tiros en el campo después de una noche de fiesta. El capitán del equipo, Gus, es inicialmente sospechoso del asesinato, hasta que Humphrey se entera de que el hijo del presidente, Torey, discutió con su padre la noche de su asesinato. El equipo también se entera de que la víctima estaba siendo chantajeada y que la esposa de la víctima se benefició enormemente de su muerte. |               |                                   |                |                  |                           |                                                |                                                 |
| 45 | 5             | "Hombre al agua – Primera parte   | Richard Signy  | Robert Thorogood | 2 de febrero de 2017      | 8.04                                           | 8.82                                            |
| Tom Lewis es asesinado en su barco, a cinco millas de la costa, mientras estaba de fiesta con su novia Sophie y sus amigas Lucy, Hema y Rachel. Todos los sospechosos se dan coartadas entre sí, mientras que Lucy también le dice a Humphrey que vio a Tom hacer una llamada telefónica secreta y colocar dinero en una bolsa de dinero, que ahora ha desaparecido. Se descubre un botón en el suelo del barco, pero ninguno de los sospechosos lo reconoce. El logotipo del botón vincula a Tom con un banco en el Reino Unido. Humphrey, Dwayne, Florence y los sospechosos vuelan a Inglaterra, donde el inspector Jack Mooney los ayuda con sus investigaciones. Mientras el equipo y Jack interrogan al personal del banco (Steve Thomas, Frank Henderson, Martin West y Dominic Green), se enteran de que Frank tuvo una cita con Tom antes de que éste muriera. Frank niega tener conocimiento de una reunión con Tom; Frank mismo es asesinado. Primera aparición del DI Jack Mooney ( Ardal O'Hanlon ) |               |                                   |                |                  |                           |                                                |                                                 |
| 46 | 6             | "Hombre al agua – Segunda parte   | Richard Signy  | Robert Thorogood | 9 de febrero de 2017      | 8.71                                           | 9.23                                            |
| Mientras Humphrey investiga el asesinato de Frank en el Reino Unido, en Saint Marie, JP y Selwyn se enteran de que Tom estaba contrabandeando ron. Una tarjeta de memoria encontrada por la pareja revela que Steve Thomas es el hijo de Tom. Humphrey interroga a Steve, quien ahora es el principal sospechoso en la investigación del asesinato, pero luego se entera de que otros dos sospechosos estaban decididos a evitar que Frank firmara un acuerdo de inversión. Humphrey logra eliminar a Steve de la investigación y, cuando descubre un vínculo familiar oculto, resuelve el caso con Jack. Después de resolver el misterio, Humphrey decide que es más feliz viviendo en Londres con Martha. Humphrey envía a Jack a Saint Marie de vacaciones como reemplazo temporal y lo acompaña su hija, Siobhán (Grace Stone). Última aparición del inspector Humphrey Goodman ( Kris Marshall ) |               |                                   |                |                  |                           |                                                |                                                 |
| 47 | 7             | "Tras las huellas de un asesino   | Simón Delaney  | Dana Fainaru     | 16 de febrero de 2017     | 8.32                                           | 8,97                                            |
| Mientras Jack se adapta a su nueva vida en Saint Marie, trabaja con el equipo para tratar de entender por qué el turista Tyler McCarthy ( John Ross Bowie ) ha entrado en la comisaría y ha afirmado que puede proporcionar una coartada a Nadine Hunter, que fue encarcelada hace ocho años por el asesinato de Julie Matlock, su empleadora. Jack entrevista al viudo de Julie, Ian, y se entera de que era cercano a Nadine antes de su muerte. Cuando el equipo se entera de que el cuerpo de Julie ha desaparecido, sufren un revés en el caso, aunque el análisis de una grabación de sonido que incluye el disparo fatal del arma que mató a Julie ayuda a Jack a identificar al verdadero asesino. |               |                                   |                |                  |                           |                                                |                                                 |
| 48 | 8             | "Asesinato en las urnas           | Simón Delaney  | Será pescador    | 23 de febrero de 2017     | 8.42                                           | 8,96                                            |
| Los isleños de Saint Marie comienzan a votar por su nuevo alcalde, con Dwayne a cargo de la seguridad. Sin embargo, el candidato Victor Pearce es asesinado en una de las urnas. Dos rivales: Catherine, la madre de Camille, y Peter Baxter se convierten inmediatamente en sospechosos. El hijo de Victor pronto también se suma a la investigación cuando el equipo descubre que su hijo Kemar era su heredero. Jack decide reconstruir la escena del crimen en un intento de identificar ingeniosamente al asesino. Jack impresiona a Selwyn, quien le ofrece a Jack un puesto permanente en la comisaría. |               |                                   |                |                  |                           |                                                |                                                 |

### Temporada 7 (2018)
| N.º en general | N.º in series | Título                          | Dirigido por        | Escrito por      | Fecha de emisión original | Espectadores del Reino Unido (millones) 7 días | Espectadores del Reino Unido (millones) 28 días |
| --- | ------------- | ------------------------------- | ------------------- | ---------------- | ------------------------- | ---------------------------------------------- | ----------------------------------------------- |
| 49 | 1             | "Asesinato desde arriba         | Jonathan Gershfield | Robert Thorogood | 4 de enero de 2018        | 8.17                                           | 8,79                                            |
| Diane Smith cae del balcón de su hotel y muere el día de su boda con el multimillonario Philip Marston. Jack está convencido de que Diane fue asesinada, ya que no había vuelto a poner la tapa de su esmalte de uñas antes de caerse del balcón. Los sospechosos son el gerente del hotel, que no coopera, así como los hijos de Marston, que idearon un astuto plan para evitar que sus estilos de vida mimados se vieran reducidos después de la boda. Florence se lesiona al atrapar a un sospechoso, lo que la deja sin trabajo temporalmente. |               |                                 |                     |                  |                           |                                                |                                                 |
| 50 | 2             | "" Hay mucho en juego "         | Stewart Svaasand    | Jake Riddell     | 11 de enero de 2018       | 8.04                                           | 8.63                                            |
| En Saint Marie se celebra la final de un torneo de póquer en el que se reparten 3 millones de dólares en premios para el ganador. Sin embargo, durante la partida, uno de los finalistas, Bobby Rodrigues, cae muerto en la mesa. Jack sospecha inicialmente que Bobby ha muerto por culpa de una carta envenenada, pero después se entera de que el puro de Bobby también está envenenado. Las sospechas recaen sobre el rival más cercano de Bobby, Ray Campbell, hasta que se descubre un secreto familiar que involucra a Bobby y al repartidor de cartas. Mientras Florence queda confinada a tareas de oficina, Dwayne consigue un ascenso temporal a detective. |               |                                 |                     |                  |                           |                                                |                                                 |
| 51 | 3             | "Escrito en Asesinato "         | Jonathan Gershfield | Justin joven     | 18 de enero de 2018       | 8.22                                           | 8,78                                            |
| Una mañana, tras ir a nadar solo, el cuerpo del autor Frank (o Francis) O'Toole es sacado del mar con un cuchillo en el corazón. Antes de su muerte, Frank discutió con su agente, Larry, sobre su posible cambio a otro agente, ya que los libros de Frank no se vendían con la agencia de Larry. El sospechoso número uno es el usuario invisible de un barco oculto, Otis Falconer, a quien Jack y el equipo intentan rastrear, pero encuentran un registro casi inexistente sobre él hasta que Jack se da cuenta de que un anagrama apunta a su identidad. En otro lugar, Dwayne conoce a un posible nuevo interés amoroso, pero se ve obstaculizado por compartir temporalmente la casa de Jack. Primera aparición (como personaje recurrente) de Darlene Curtis ( Ginny Holder )                                                            |               |                                 |                     |                  |                           |                                                |                                                 |
| 52 | 4             | "El sanador                     | Stewart Svaasand    | Tom Higgins      | 25 de enero de 2018       | 7,65                                           | 8.34                                            |
| Steadman King, un conocido curandero, regresa a Saint Marie con su esposa, Amelia, después de 35 años fuera de la isla. Cuando Steadman lleva a cabo una curación en una amiga de la infancia, Fabienne, que está en estado terminal, es envenenada y muere. Jack y el equipo están convencidos desde el principio de que el propio Steadman es responsable del asesinato, pero rápidamente se confunden cuando nadie más de la congregación que bebió de la misma copa que Fabienne fue envenenado. Cuando Amelia le revela a Jack la verdadera razón por la que ella y Steadman regresaron a Saint Marie, se descubre un evento que involucra a Steadman y que ocurrió hace años. |               |                                 |                     |                  |                           |                                                |                                                 |
| 53 | 5             | "Asesinato en el Día de Muertos | Ian Barnes          | Robert Thorogood | 1 de febrero de 2018      | 7.53                                           | 8.13                                            |
| Mientras Santa María celebra el Día de los Muertos, la organizadora de la subasta benéfica en el club náutico, Daisy Anderson ( Zahra Ahmadi ), es asesinada después de enviar un mensaje lleno de pánico a su esposo, Finn. Jack y el equipo descubren que Daisy tuvo una aventura con Adam Warner, miembro del club náutico, de la que Finn estaba al tanto y estaba solicitando el divorcio. Sin embargo, todos los sospechosos del caso tienen coartadas. Después de notar una mariposa en el cuerpo de Daisy que debería estar en hibernación, Jack recibe una gran pista sobre el asesinato de Daisy. |               |                                 |                     |                  |                           |                                                |                                                 |
| 54 | 6             | "Meditado en el asesinato "     | Ian Barnes          | Damián Wayling   | 8 de febrero de 2018      | 7.38                                           | 7,94                                            |
| Jack y el equipo son llamados a un retiro espiritual donde el dueño, Daniel Friend, es encontrado muerto. En el momento del asesinato, todos los sospechosos del caso estaban meditando y a la vista unos de otros. Uno de los sospechosos, Bryn Williams, un periodista encubierto, planeaba exponer a Daniel como un fraude, mientras que otro sospechoso, Gabe, supuestamente había tenido una discusión con Daniel antes de su muerte. La última sospechosa, Eva, había perdido dinero a manos de Daniel, pero aunque todos tienen un motivo, a Jack le resulta difícil establecer la oportunidad para alguno de ellos. Cuando Jack se entera de los antecedentes penales de Daniel, descubre que en realidad se llamaba Michael Bennett. También resulta ser una pista vital para ayudar al equipo a entender por qué Michael fue asesinado. |               |                                 |                     |                  |                           |                                                |                                                 |
| 55 | 7             | "Recuerdos oscuros "            | Sarah Walker        | Salón James      | 15 de febrero de 2018     | 7.6                                            | 8.22                                            |
| El viejo amigo de la escuela de JP, Cordell Thomas, confiesa el asesinato de Eugene Jones. Jack no está convencido de que Cordell haya matado a Eugene basándose en el maní que Eugene apretaba en su puño cuando murió. Jack y el equipo encuentran entonces pertenencias robadas del ex convicto Charlie Blake en la casa de Eugene, mientras también se enteran de que la hermana de Eugene tenía problemas con Eugene antes de su muerte. En otro lugar, Dwayne celebra su cumpleaños con su novia, Darlene, y su padre, Nelson, quien lo visita. Nota: Este episodio fue dedicado a la estrella invitada Larrington Walker, quien murió antes de completar su papel. Salida (como personaje recurrente) de Darlene Curtis ( Ginny Holder )                                                                                                   |               |                                 |                     |                  |                           |                                                |                                                 |
| 56 | 8             | "Melodías de asesinato          | Sarah Walker        | Será pescador    | 22 de febrero de 2018     | 7.19                                           | 7,85                                            |
| Cuando Billy Springer, el guitarrista principal de una popular banda de reggae de Saint Marie, es asesinado en su camerino después de un concierto, Jack debe resolver un doble asesinato, incluido un caso que ha atormentado al Comisionado durante 30 años. Mientras tanto, Nelson Myers se reúne con su hijo, Dwayne, y se instala en el Caribe. Salida del oficial Dwayne Myers ( Danny John-Jules ) |               |                                 |                     |                  |                           |                                                |                                                 |

### Temporada 8 (2019)
| N.º en general | N.º in series | Título                                            | Dirigido por     | Escrito por      | Fecha de emisión original | Espectadores del Reino Unido (millones) 7 días | Espectadores del Reino Unido (millones) 28 días |
| --- | ------------- | ------------------------------------------------- | ---------------- | ---------------- | ------------------------- | ---------------------------------------------- | ----------------------------------------------- |
| 57 | 1             | "Asesinato en el Honoré Express                   | Stewart Svaasand | Pablo Logue      | 10 de enero de 2019       | 8.34                                           | 8,94                                            |
| Paul Raynor ( Andrew Tiernan ) es apuñalado hasta la muerte en un autobús que se dirige a Honoré. Los únicos cuatro sospechosos posibles son otros tres pasajeros y el conductor del autobús, ninguno de los cuales podría haber cometido el crimen sin ser visto por los demás. Mientras el equipo investiga, pronto descubre que las cuatro partes tenían una razón para querer matar a Raynor, relacionada con su papel en el robo a un casino hace quince años, dejando a Jack la tarea de determinar qué motivo provocó el asesinato. |               |                                                   |                  |                  |                           |                                                |                                                 |
| 58 | 2             | "Asesinato del más animal "                       | Stewart Svaasand | Justin joven     | 17 de enero de 2019       | 7.91                                           | 8.57                                            |
| El cuidador del zoológico local, Xander Sheppard ( Jonathan Kerrigan ), es encontrado con un disparo en la espalda con un dardo venenoso. Los únicos sospechosos plausibles son los otros miembros de su personal, entre ellos su esposa, su hermano y su hermana, quienes estaban juntos en el momento de la muerte. Mientras la investigación revela vínculos con una supuesta muerte en el zoológico hace años, el equipo también debe incorporar a su nuevo miembro: Ruby Patterson (Shyko Amos), la sobrina recién graduada del comisionado. Primera aparición de la oficial Ruby Patterson (Shyko Amos)                                                                             |               |                                                   |                  |                  |                           |                                                |                                                 |
| 59 | 3             | "Ojalá no estuvieras aquí                         | Sarah O'Gorman   | Salón James      | 24 de enero de 2019       | 7.54                                           | 8.20                                            |
| La presentadora de televisión Catrina McVey ( Kimberley Nixon ) es asesinada mientras filmaba el último episodio de su programa de viajes en la isla. Los desacuerdos con su productor, Bill Calder ( Ron Cook ), parecen sugerir un posible motivo, pero cuando Bill es asesinado más tarde, Jack se encuentra investigando una línea de investigación completamente nueva. Mientras tanto, Florence regresa de sus vacaciones y anuncia su compromiso. |               |                                                   |                  |                  |                           |                                                |                                                 |
| 60 | 4             | "Frappé Día de la Muerte "                        | Sarah O'Gorman   | Tom Nash         | 31 de enero de 2019       | 7,98                                           | 8.12                                            |
| El magnate local del café Benedict Dacre (Robert Portal) es asesinado a tiros después de anunciar su intención de vender el negocio familiar y retirarse. Jack y el equipo sospechan que uno de sus parientes, celoso de sus intenciones, apretó el gatillo, pero la rivalidad intrafamiliar complica aún más la investigación. Mientras tanto, el comisario Patterson le pide a Jack que investigue una red ilegal de carreras de cangrejos que opera en la isla. |               |                                                   |                  |                  |                           |                                                |                                                 |
| 61 | 5             | "Más allá del mar resplandeciente – Primera parte | Jermain Julien   | Sally Abbott     | 7 de febrero de 2019      | 7.47                                           | 8.30                                            |
| La comunidad pesquera local queda conmocionada cuando la reina de su festival, Tiana Palmer ( Nicôle Lecky ), es asesinada durante su primer viaje en barco por la isla. Jack intenta averiguar cómo una hogaza de pan desaparecida podría estar relacionada con el asesinato, pero las cosas se complican aún más cuando el prometido de Florence, Patrice (Leemore Marrett Jr.), es vinculado a la víctima. |               |                                                   |                  |                  |                           |                                                |                                                 |
| 62 | 6             | "Más allá del mar resplandeciente – Segunda parte | Jermain Julien   | Roger Enstone    | 14 de febrero de 2019     | 7,75                                           | 8.34                                            |
| La tragedia golpea de cerca a todo el equipo y lo deja en estado de shock. Ahora que dos víctimas han conocido el destino del mismo asesino, Jack se da cuenta de que debe concluir el caso rápidamente para evitar más víctimas. Una nueva pista proporciona al equipo una posible identidad del asesino. Salida de la DS Florence Cassell ( Josephine Jobert ) |               |                                                   |                  |                  |                           |                                                |                                                 |
| 63 | 7             | "Asesinato en las ondas de radio                  | Richard Signy    | Robert Thorogood | 21 de febrero de 2019     | 7.61                                           | 8.31                                            |
| El DJ local Dezzie Dixon (Terence Maynard) es asesinado en una habitación cerrada durante una transmisión en vivo de su programa de radio semanal. Su compañero DJ Bunny Hicks (Errol Trotman-Harewood), que ha esperado mucho tiempo para ocupar el lugar de Dezzie, pronto se convierte en el principal sospechoso cuando su coartada no resiste el escrutinio. Pero mientras el desconcertante caso pone a prueba las habilidades del equipo para resolver acertijos hasta el límite, Jack se convierte en el sujeto de una investigación de asuntos internos, dirigida por la sargento Madeleine Dumas (Aude Legastelois). Primera aparición de DS Madeleine Dumas (Aude Legastelois) |               |                                                   |                  |                  |                           |                                                |                                                 |
| 64 | 8             | "El asesinato empieza en casa                     | Richard Signy    | Salón James      | 28 de febrero de 2019     | 8.09                                           | 8.56                                            |
| Una tormenta torrencial azota la isla, obligando a tres compañeros de campamento y a su líder de viaje a buscar refugio. Por la mañana, uno de los compañeros de campamento, Adam Renshaw ( Tristan Sturrock ), está muerto; su cuerpo ha sido arrojado de alguna manera dentro de la estación de policía cerrada. Jack no solo debe averiguar quién es el asesino, sino también cómo se las arregló para dejar a la víctima en la puerta de su casa. |               |                                                   |                  |                  |                           |                                                |                                                 |

### Temporada 9 (2020)
| N.º en general | N.º in series | Título                           | Dirigido por     | Escrito por                        | Fecha de emisión original | Espectadores del Reino Unido (millones) 7 días | Espectadores del Reino Unido (millones) 28 días |
| --- | ------------- | -------------------------------- | ---------------- | ---------------------------------- | ------------------------- | ---------------------------------------------- | ----------------------------------------------- |
| 65 | 1             | ""Matar al diablo "              | Ian Barber       | Salón James                        | 9 de enero de 2020        | 8.12                                           | 8,98                                            |
| En la víspera de Año Nuevo, Vanessa McCormack ( Amanda Hale ) es encontrada muerta a puñaladas en su propia casa. Un testigo informa haber visto a un hombre enmascarado, disfrazado de "le diable" (el diablo), huyendo del lugar. Horas después, el cuñado de la víctima, Donald ( Samuel West ), es atacado por el mismo agresor, pero sobrevive. Jack y el equipo deben averiguar cómo se relacionan los dos casos. |               |                                  |                  |                                    |                           |                                                |                                                 |
| 66 | 2             | "Un asesinato en un retrato      | Ian Barber       | Tom Nash                           | 16 de enero de 2020       | 7.62                                           | 8.60                                            |
| La famosa artista Donna Harman ( Louise Brealey ) es encontrada envenenada en su estudio, aparentemente después de haber ingerido una bebida energética mezclada con cianuro. Aparte de la víctima, nadie más tuvo acceso a la bebida ni al estudio antes de su muerte, así que ¿cómo actuó el asesino? Mientras tanto, el romance de Jack con Anna ( Nina Wadia ) continúa floreciendo durante un viaje en barco. |               |                                  |                  |                                    |                           |                                                |                                                 |
| 67 | 3             | "Tour del asesinato              | Paulette Randall | Oriane Messina y Fay Rusling       | 23 de enero de 2020       | 7.45                                           | 8.28                                            |
| El ciclista Xavier Prince es encontrado muerto tras caerse de un barranco durante el Tour des Antilles. Todo apunta a un trágico accidente, salvo un trozo de tela de una camiseta del equipo que se encuentra en el lugar de los hechos y que no pertenece a la víctima. Por otra parte, Jack intenta convencer a Anna de que se quede en Saint-Marie, pero ella tiene otros planes para su floreciente romance. |               |                                  |                  |                                    |                           |                                                |                                                 |
| 68 | 4             | "Piratas de la escena del crimen | Paulette Randall | Será pescador                      | 30 de enero de 2020       | 7.43                                           | 8.31                                            |
| Mientras investiga el caso de un hombre encontrado muerto en un barco, Jack tiene que considerar si acepta la oferta de Anna de unirse a ella en su viaje o permanecer en Saint Marie. Al final, con el caso resuelto, Jack decide no aceptar la oferta de Anna, pero enterarse de que su hija se ha graduado lo impulsa a regresar a Londres y a su antigua vida, habiendo decidido que su tiempo en la isla ha sido más el resultado de huir de su vida en lugar de seguir adelante. Última aparición del DI Jack Mooney ( Ardal O'Hanlon ) |               |                                  |                  |                                    |                           |                                                |                                                 |
| 69 | 5             | "" Cambio de dirección "         | Richard Signy    | Robert Thorogood                   | 6 de febrero de 2020      | 7,69                                           | 8.44                                            |
| Mientras el equipo investiga un aparente suicidio en un hotel, se ven obligados a llamar al DI Neville Parker, un detective que sufre de varias alergias graves, solo para que Parker determine que el "suicidio" es en realidad un asesinato, a pesar del hecho de que no hay forma de que el asesino haya salido de la habitación, ya que tanto la puerta de la habitación como la del baño estaban cerradas desde adentro. Primera aparición del DI Neville Parker ( Ralf Little )                                                         |               |                                  |                  |                                    |                           |                                                |                                                 |
| 70 | 6             | "Asesinato en la isla Mosquito   | Richard Signy    | Tom Nash y Kefi Chadwick           | 13 de febrero de 2020     | 8.04                                           | 8.48                                            |
| El equipo investiga la muerte de un instructor de supervivencia. Fue encontrado muerto en el bosque mientras impartía un curso de formación en una pequeña isla desierta frente a la costa de Saint Marie. Durante la investigación, el inspector Parker consigue hacerse muy impopular entre el comisario. Sin embargo, el equipo empieza a apreciar poco a poco sus habilidades para resolver un asesinato. |               |                                  |                  |                                    |                           |                                                |                                                 |
| 71 | 7             | "Muerte en el salón "            | Jennie Darnell   | James Hall y Victoria Asare-Archer | 20 de febrero de 2020     | 7.18                                           | 8.00                                            |
| Una peluquera es encontrada muerta en su propio salón. Había otras tres personas presentes, pero ninguna vio ni oyó nada. ¿Por qué se encendió la lavadora un par de minutos después de que se produjera el asesinato? ¿Y dónde está el arma homicida? Los molestos hábitos del inspector Parker ponen de los nervios a todos. Cree que el lagarto Harry es la causa de un nuevo sarpullido que le ha aparecido, así que Harry tiene que irse. Pero todo no sale como estaba previsto...                                                      |               |                                  |                  |                                    |                           |                                                |                                                 |
| 72 | 8             | "Ahora lo ves, ahora no lo ves   | Jennie Darnell   | Salón James                        | 27 de febrero de 2020     | 6,77                                           | 7,49                                            |
| Una actriz ciega es la única testigo del asesinato de su marido. Pero ¿realmente se puede confiar en ella? Apariciones finales de la DS Madeleine Dumas (Aude Legastelois) y la oficial Ruby Patterson (Shyko Amos) |               |                                  |                  |                                    |                           |                                                |                                                 |

### Temporada 10 (2021)
| N.º en general | N.º in series | Título                          | Dirigido por        | Escrito por              | Fecha de emisión original | Espectadores del Reino Unido (millones) 7 días | Espectadores del Reino Unido (millones) 28 días |
| --- | ------------- | ------------------------------- | ------------------- | ------------------------ | ------------------------- | ---------------------------------------------- | ----------------------------------------------- |
| 73 | 1             | "Piloto de las Ondas de Radio " | Richard Signy       | Justin joven             | 7 de enero de 2021        | 8.42                                           | 9.15                                            |
| Una reportera de televisión que está a punto de emitir un reportaje sobre un destacado locutor de Saint Marie es encontrada muerta en su piscina. La inspectora Parker está convencida de que su copresentador Garfield Tourné es el responsable, pero en ese momento estaba en directo entrevistando a su hija. La inspectora Cassell regresa a la isla para ocupar el puesto vacante de sargento detective ofrecido por el comisario Patterson, que no menciona las idiosincrasias de Parker por miedo a que no lo acepte. El comisario mantiene al equipo al tanto del paradero de la agente Ruby Patterson, que partió a París con la inspectora Madeleine Dumas, pero informa al equipo de que ampliará su pausa indefinidamente. El regreso de la DS Florence Cassell ( Joséphine Jobert ) |               |                                 |                     |                          |                           |                                                |                                                 |
| 74 | 2             | "Confesiones apasionantes       | Richard Signy       | Emma Goodwin             | 14 de enero de 2021       | 7.71                                           | 8,50                                            |
| Una arqueóloga es envenenada con arsénico durante una excavación y Parker pronto tiene una sospechosa que confiesa, sin embargo, las pruebas apuntan a que ella no es la culpable. Los propietarios del terreno también caen bajo sospecha, ya que estaban en contra de la excavación. El problema para Parker era cómo se había ingerido el arsénico, sin que se encontraran pruebas sospechosas. El comisionado anuncia la búsqueda de un nuevo oficial y el sargento Hooper se sorprende por su elección de Marlon Pryce, a quien conoce demasiado bien. Primera aparición de Marlon Pryce ( Tahj Miles ) |               |                                 |                     |                          |                           |                                                |                                                 |
| 75 | 3             | "" Afortunado en el amor "      | Chris Foggin        | James Hall y Helen Black | 21 de enero de 2021       | 7.87                                           | 8.80                                            |
| Una amiga que ha ganado la lotería, Cherry Jackson, es encontrada muerta en su jardín y golpeada por alguien que está en la casa. JP llega con el marido de la amiga y descubre que el cuerpo ha desaparecido. Parker sospecha del marido de la víctima, que tiene una coartada proporcionada por su amante embarazada. Cuando el cuerpo de Jackson es encontrado en el mar en una red de pesca, la única pista es un cordón de zapato en el bolsillo. Es el aniversario de la muerte de la prometida de Florence y el embarazo de la esposa de JP lleva una semana de retraso. |               |                                 |                     |                          |                           |                                                |                                                 |
| 76 | 4             | "Reacción en cadena "           | Chris Foggin        | Dan Muirden              | 28 de enero de 2021       | 8.07                                           | 8,79                                            |
| El inspector Parker es ingresado en el hospital tras sufrir una reacción alérgica grave a la picadura de un flebótomo. Mientras está en el hospital, una enfermera que trabaja en su pabellón aparentemente se suicida con una sobredosis de drogas durante la noche en una habitación cerrada. Parker, aunque no se encuentra bien, no está convencido de que haya sido un suicidio e investiga, junto con sus sospechosos: el médico, los pacientes que lo acompañan en el pabellón, el hermano de la enfermera que debe heredar un legado de un paciente moribundo que está en la cama frente a Parker, y la exnovia del hermano. Un desayuno extraviado y una rana molesta fuera del hospital croando a través de un respiradero le dan la respuesta. |               |                                 |                     |                          |                           |                                                |                                                 |
| 77 | 5             | "Música para mis oídos "        | Jordania Hogg       | Salón James              | 4 de febrero de 2021      | 8.38                                           | 9.18                                            |
| El pianista de concierto Pasha Verdinikov es asesinado a tiros mientras componía en su sala de piano. Sin embargo, todos los sospechosos -la esposa de Pasha, Grace, su jardinero, Delford, el hijo de Pasha, Joseph, y su ama de llaves, Maggie- se dan coartadas entre sí. Las iniciales "AS", encontradas ensangrentadas en un taburete de piano, son una pista importante y conducen a Aidan Shawcross, que supuestamente murió en un accidente de tráfico dos décadas antes y que tuvo una aventura de una noche con Grace; sin embargo, sus huellas están en la pistola que mató a Pasha. El caso requiere que el sargento Cassell vaya a Londres. Catherine, que conoce a la familia, es atacada en su propia casa. El comisario Patterson llama a su hija Camille, que sirvió en la policía de París y fue sargento en St Marie. Aparición especial de DS Camille Bordey ( Sara Martins )                                           |               |                                 |                     |                          |                           |                                                |                                                 |
| 78 | 6             | "Falso o fortuna "              | Jordania Hogg       | Salón James              | 5 de febrero de 2021      | 8.62                                           | 9.35                                            |
| Catherine, desde su cama de hospital, le cuenta a Neville que habló con Pasha en el puerto. Siguiendo esa pista, el equipo, con la detective Camille Bordey en lugar de Cassell, se dirige a la vecina isla de Sainte Hélène y a un hospicio donde Aidan Shawcross, postrado en cama y muriendo de cáncer, deja el problema, que fue enterrado hace 20 años y asesinado por Pasha y Aidan para fingir la muerte de Aidan. La identificación del cuerpo explicará el asesinato de Pasha y un microondas explica el cómo. Las cosas empeoran para Catherine en el hospital, algo que a Camille le resulta difícil de manejar, y alucina con el inspector Richard Poole, que fue asesinado en la isla. Aparición especial de DS Camille Bordey ( Sara Martins ) Cameo del DI Richard Poole ( Ben Miller ) |               |                                 |                     |                          |                           |                                                |                                                 |
| 79 | 7             | "En algún lugar del tiempo "    | Toby frunce el ceño | Tom Nash                 | 12 de febrero de 2021     | 7,75                                           | 8.37                                            |
| Skip Marsden es encontrado con su bote en una playa con un arpón en el pecho a 11 millas de donde su bote estaba amarrado en el mar por una boya con cuatro miembros de una despedida de soltero borrachos y adinerados, uno de ellos un joven vizconde malcriado que pronto se casará, a bordo. Parker y el equipo tienen que determinar cómo Marsden terminó en la playa cuando su bote no funcionaba y el GPS confirmó que su bote nunca se había movido. Otro problema era que Marsden tenía pelos de perro en la garganta de su perro que había muerto dos meses antes. El descubrimiento de que Marsden era un traficante de drogas que usaba la boya fija como lugar de entrega de drogas complicó aún más el crimen y una quinta persona estaba interesada en el paradero de las drogas. Se emitirá el viernes, en lugar del jueves, debido a un partido de la Copa FA .                                                            |               |                                 |                     |                          |                           |                                                |                                                 |
| 80 | 8             | "Nunca te dejaré ir             | Toby frunce el ceño | Julie Dixon              | 18 de febrero de 2021     | 8.19                                           | 8,77                                            |
| Emmet Peterson entra tambaleándose en la comisaría con una camiseta manchada de sangre, una pistola en la mano y creyendo que ha matado a tiros a su mejor amiga, la empresaria Gardenia Dujon. Parker tiene sus dudas tras encontrar un crayón en la escena del crimen. Investigar el pasado de Dujon conduce a la muerte de su hijo pequeño quince años antes y también al chantajista Tarone Vincent, a quien su paranoico marido y su hija de veintiún años sólo conocían como ex empleado. El barniz azul del protector de dedos de la pistola y las fotografías tomadas en la escena del crimen dan a Parker la respuesta. El sargento Hooper acepta un ascenso, pero una nube se cierne sobre el equipo cuando el oficial en prácticas Pryce es provocado a agredir a Vincent. Catherine incita a Parker a tomar medidas con respecto a sus sentimientos por Florence. Última aparición regular del sargento JP Hooper (Tobi Bakare) |               |                                 |                     |                          |                           |                                                |                                                 |

### Especial de Navidad (2021)
| N.º en general | N.º in series | Título                   | Dirigido por | Escrito por | Fecha de emisión original | Espectadores del Reino Unido (millones) 7 días | Espectadores del Reino Unido (millones) 28 días |
| --- | ------------- | ------------------------ | ------------ | ----------- | ------------------------- | ---------------------------------------------- | ----------------------------------------------- |
| 81 | –             | "Navidad en el paraíso " | Ben tuvo que | Salón James | 26 de diciembre de 2021   | 7,93                                           | 8,76                                            |
| Phillip Carlton, un magnate naviero adinerado, es encontrado muerto en la playa durante una fiesta de Navidad, aparentemente disparándose un tiro. Las cosas se ponen más extrañas cuando un taxista londinense, Colin Babcock, recibe una tarjeta navideña de Saint Marie en la que se afirma que Carlton fue asesinado. Esto lleva al Comisionado Patterson a ordenar al Detective Parker, que estaba a punto de regresar a su casa en Mánchester para Navidad, que investigue a la familia. El Comisionado también recluta al oficial retirado Dwayne Myers para que lo ayude mientras la Sargento Detective Cassell está fuera pasando tiempo con su familia. Los sospechosos incluyen a la esposa de Carlton, su amante, su exesposa, la hija de Carlton y su empleado de muchos años Bruce Garrett. Las cosas se complican cuando Colin Babcock aparece en Saint Marie con la tarjeta navideña y se produce un atentado contra su vida. Durante una videollamada a Florence, Neville la invita a salir, pero la pantalla de la computadora se congela, lo que le impide ver su reacción. Aparición especial del oficial Dwayne Myers ( Danny John-Jules ) |               |                          |              |             |                           |                                                |                                                 |

### Temporada 11 (2022)
| N.º en general | N.º in series | Título                   | Dirigido por        | Escrito por                   | Fecha de emisión original | Espectadores del Reino Unido (millones) 7 días | Espectadores del Reino Unido (millones) 28 días |
| --- | ------------- | ------------------------ | ------------------- | ----------------------------- | ------------------------- | ---------------------------------------------- | ----------------------------------------------- |
| 82 | 1             | "Última llamada a Honoré | Jennie Paddon       | Robert Thorogood              | 7 de enero de 2022        | 8.25                                           | 9.19                                            |
| Gabriel Taylor es encontrado muerto, apuñalado, junto a una cabina telefónica en medio de la nada. Parker y el equipo descubren que era la última etapa de un elaborado plan de toma de rehenes. La hija de Taylor había sido secuestrada y él había seguido las instrucciones de los secuestradores al pie de la letra y su hija fue liberada. La cabina telefónica fue el lugar donde se confirmó definitivamente su liberación después de dejar el dinero. Parker tiene que ahondar en la historia familiar de un padre profundamente religioso, una madre que consumía drogas y cumplió una condena en prisión, una hija y su novio que no era del agrado de sus padres y, del pasado de la madre, un prisionero recién liberado después de 10 años que era su novio y traficante de drogas y culpa a Taylor por su encarcelamiento. Florence le dice a Neville que se preocupa por él, pero que quiere ser solo una buena amiga. Una vez que se ha resuelto el misterio, el equipo se sorprende con la noticia de que uno de los sospechosos inocentes, Otis, ha sido asesinado a tiros en Jamaica. Primera aparición de la sargento Naomi Thomas (Shantol Jackson) |               |                          |                     |                               |                           |                                                |                                                 |
| 83 | 2             | "Un doble bogey "        | Jennie Paddon       | Kevin Rundle y James Hall     | 14 de enero de 2022       | 7.66                                           | 8,78                                            |
| Bradley Faircroft, hermano de Connor Faircroft, lo visita en St. Marie. Connor, su esposa Holly y su hijo Jake son dueños de un campo de golf dirigido por la isleña Desreta. Desreta escucha a Connor y Bradley pelear, y Holly luego recibe una llamada telefónica de Bradley donde primero habla de Connor, luego comienza a hablar con Connor, rogándole que deje algo antes de ser golpeado claramente varias veces. Holly y Jake salen corriendo para encontrar a Bradley golpeado en la cabeza, y cuando llega la policía encuentran un palo de golf ensangrentado en el casillero cerrado de Connor. Sin embargo, Connor fue captado por CCTV durante toda la llamada telefónica, entonces, ¿quién mató realmente a Bradley Faircroft y está incriminando a su hermano? Mientras tanto, a Neville le resulta difícil mantener una buena relación de trabajo con Florence después de que aceptan seguir siendo amigos, lo que hace que posponga la inducción de Naomi y Naomi también descubre que Marlon es un delincuente juvenil. Florence también es considerada para una misión encubierta para descubrir quién mató a Otis.                                 |               |                          |                     |                               |                           |                                                |                                                 |
| 84 | 3             | "Muerte en vuelo "       | León López          | Ian Jarvis                    | 21 de enero de 2022       | 7.81                                           | 8.68                                            |
| El influyente Zach Ogilvy organiza un salto en paracaídas grupal para darle la bienvenida a Alessa, una nueva integrante de la compañía. Zach insiste en saltar sobre un punto con alto riesgo de viento, pero termina saltando solo después de que los demás se niegan a correr el riesgo. Saltan de regreso a la base de manera segura y luego llaman a la policía cuando Zach no responde cuando lo llaman. Una pareja en luna de miel ve su cuerpo en un árbol, apuñalado hasta la muerte. Como está demasiado alto del suelo para que cualquier asesino pueda alcanzarlo y un video captura a Zach saltando del avión, la única posibilidad aparente es que lo apuñalaran en el aire y, por lo tanto, el cielo se convierte en la escena del crimen. Mientras tanto, Florence es elegida para ir de incógnito a cuidar a la hija de Miranda Priestley, la líder de una operación de drogas. Sin embargo, tiene miedo de hacerlo, su miedo proviene del único lugar al que nunca quiso regresar: donde le dispararon. |               |                          |                     |                               |                           |                                                |                                                 |
| 85 | 4             | "De incógnito y fuera    | León López          | James Hall y Robert Thorogood | 28 de enero de 2022       | 7,55                                           | 8.41                                            |
| Florence se ha infiltrado con éxito en el círculo íntimo de Miranda Priestley ( Victoria Ekanoye ) haciéndose pasar por Celeste, la niñera de la joven Dolores. Inesperadamente, Miranda organiza que ellas, junto con la hermana de Miranda, Karin, regresen a St Marie y visiten a un hombre llamado Harley Joseph. Florence es testigo de la discusión entre Miranda y Harley y luego se despierta por un disparo durante la noche, pero Miranda la confronta y le dice que vuelva a la cama. Al día siguiente, Harley es encontrada muerta y el equipo se ve obligado a investigar sin desvelar la identidad de Florence. Última aparición regular de la DS Florence Cassell ( Joséphine Jobert ) |               |                          |                     |                               |                           |                                                |                                                 |
| 86 | 5             | "" Thriller analgésico " | Toby frunce el ceño | Asher Pirie y James Hall      | 4 de febrero de 2022      | 7.36                                           | 8.31                                            |
| Ayana ( Olivia d'Lima ) es una famosa cantante y ex drogadicta, ahora limpia y en rehabilitación. Ayana es encontrada muerta en su habitación después de tener una reacción alérgica a la aspirina que le habían dado en lugar de su medicación habitual. Se revela que Darlene Curtis, la exnovia de Dwayne y amiga de Selwyn, es la que supuestamente mezcló los medicamentos a pesar de que no se le entregó aspirina. Sin creer que Darlene mató a Ayana, el equipo busca a los otros sospechosos: su madre, su médico, otros pacientes y su misterioso acosador. Mientras tanto, la hermana de Neville, Izzy ( Kate O'Flynn ), hace una visita sorpresa a la isla y Naomi es promovida temporalmente a DS después de la partida de Florence, pero se pregunta qué pasaría si pudiera quedarse como DS de forma permanente. Regreso (como personaje regular) de Darlene Curtis ( Ginny Holder ) |               |                          |                     |                               |                           |                                                |                                                 |
| 87 | 6             | "Asesinato por teléfono  | Toby frunce el ceño | Emma Goodwin                  | 11 de febrero de 2022     | 7.15                                           | 8.01                                            |
| Un grupo de personas, entre ellas Eve Wilding, visitan St Marie para esparcir las cenizas de su amiga. Mientras están en el hotel, Eve sale y llama a la policía para denunciar un asesinato. Cuando Neville y el equipo llegan, encuentran a Eve estrangulada y arrojada a la piscina. Naomi logra resucitarla aunque permanece inconsciente. El equipo se pregunta de quién es el asesinato que intentaba denunciar y qué sucedió, ya que la única forma de llegar a la piscina era a través de la habitación y los sospechosos nunca se perdieron de vista. Mientras tanto, Neville sigue molesto con la presencia de su hermana Izzy en la isla y Darlene se distrae porque alguien no está recibiendo los adornos de la mesa de su boda, pero descubre algo que puede hacer que el caso se revele por completo. |               |                          |                     |                               |                           |                                                |                                                 |
| 88 | 7             | "Asesinato lírico "      | Ruth Carney         | Jillian Mannion               | 18 de febrero de 2022     | 7.36                                           | 8.16                                            |
| Una estrella del rap reggae, "T" o Trenton Isaac, está dando un espectáculo en St Marie. Su telonero, Deshawn, está en el escenario cuando nota que hay alguien detrás del escenario. La persona saca una pistola y apaga las luces. Cuando las luces se encienden de nuevo, Trenton ha recibido un disparo en la cabeza con una precisión sorprendente. La misteriosa figura es identificada pronto y se sabe que tiene un cómplice. Marlon se sorprende cuando descubre que era uno de sus viejos amigos. Mientras tanto, Neville lucha con la decisión de Izzy de tener el bebé en Saint Marie sin decirle al padre que está embarazada y le pide a Catherine que la ayude. |               |                          |                     |                               |                           |                                                |                                                 |
| 89 | 8             | "" Muerte de un peón "   | Ruth Carney         | Salón James                   | 25 de febrero de 2022     | 7.08                                           | 7,89                                            |
| Un famoso jugador de ajedrez, que misteriosamente había abandonado el ajedrez varios años antes, es asesinado en su partida de regreso a la competición frente a una multitud. El grupo se siente presionado por la publicidad de la situación. Los posibles sospechosos incluyen al árbitro, el jugador contrario, un amigo cercano y un periodista. El periodista resulta ser la exesposa del Comisionado Patterson, Maggie Harper ( Orla Brady ), y revela un secreto que cambiará su vida para siempre. Neville también prueba las citas en línea. |               |                          |                     |                               |                           |                                                |                                                 |

### Especial de Navidad 2022
| N.º en general | N.º in series | Título                    | Dirigido por | Escrito por | Fecha de emisión original | Espectadores del Reino Unido (millones) 7 días |
| --- | ------------- | ------------------------- | ------------ | ----------- | ------------------------- | ---------------------------------------------- |
| 90 | –             | "El fantasma de la muerte | Ruth Carney  | Salón James | 26 de diciembre de 2022   | 7.82                                           |
| Cuando una escritora de crímenes reales llega para trabajar en el caso de un niño desaparecido, que fue una de las primeras tareas del comisionado como oficial de policía, la encuentran muerta en el pantano donde desapareció el niño, y una grabación sugiere que fue asesinada por el fantasma del niño desaparecido. Mientras tanto, Neville enfrenta una Navidad solitaria cuando su hermana da a luz y su madre va a verla en lugar de ir a la isla. Debido a que se mezclan sus equipajes, Neville conoce a Sophie Chambers (Chelsea Edge), una turista inglesa que visita la isla. Britbox enumera este episodio como el número 100 por error. |               |                           |              |             |                           |                                                |

### Temporada 12 (2023)
| N.º en general | N.º in series | Título                               | Dirigido por              | Escrito por                | Fecha de emisión original | Espectadores del Reino Unido (millones) 7 días |
| --- | ------------- | ------------------------------------ | ------------------------- | -------------------------- | ------------------------- | ---------------------------------------------- |
| 91 | 1             | "Asesinato en las estrellas "        | Declan Recks              | Ian Jarvis                 | 6 de enero de 2023        | 7,70                                           |
| Mientras un grupo de astrónomos presencia un extraño evento estelar en un acantilado, uno de los miembros del grupo cae y muere mientras observan el momento a través de sus telescopios. Las pruebas sugieren un suicidio, ya que la investigación revela que el hombre estaba siendo acusado de plagio de su teoría más famosa, pero el descubrimiento de un crucigrama a medio terminar en el bolsillo del hombre muerto contradice la idea de que planeaba suicidarse, lo que deja a los detectives preguntándose cómo alguien pudo haber empujado al hombre por el acantilado sin que nadie más lo escuchara. |               |                                      |                           |                            |                           |                                                |
| 92 | 2             | "La muerte comunitaria               | Declan Recks              | Emma Goodwin y James Hall  | 13 de enero de 2023       | 7.84                                           |
| Un miembro de una comunidad local de preparacionistas, Kit Martin, es envenenado en un búnker cerrado. Nadie más sabía que Martin iba al búnker, y la cámara no mostró a nadie entrando hasta que llegó el equipo, por lo que el suicidio fue una teoría predominante. El equipo encuentra a Raya West cavando la tumba de Luna Jones, a quien había disparado y matado accidentalmente. El inspector Neville Parker sigue saliendo con Sophie, incluso provocando un accidente de moto acuática. Se revela que el asesino es Charlie Banks, quien le pasó una taza de café con cianuro a Martin en un punto ciego de la cámara que Banks instaló. West es acusado de homicidio involuntario. El comisario desalienta a Marlon Pryce de presentarse al examen de sargento por ser prematuro, pero Pryce planea proceder de todos modos porque la sargento Naomi Thomas lo llamó impredecible. Parker se despide de Sophie, mientras Justin West observa. |               |                                      |                           |                            |                           |                                                |
| 93 | 3             | "Asesinato en alta mar               | Steve Brett               | Kit Lambert y James Hall   | 20 de enero de 2023       | 7.32                                           |
| La agente inmobiliaria Cheryl Horner es encontrada muerta en un barco después de que los demás pasajeros se fueran a tierra. El equipo descubre rápidamente que Cheryl era una estafadora con vínculos con cada uno de los otros pasajeros, sin embargo, todos tienen coartadas sólidas. Neville extraña a Sophie, quien se fue de la isla y se embarcó en una obsesiva ola de limpieza. Marlon intenta impresionar al Comisionado, para no tener que estudiar para los exámenes, deteniendo una red de contrabando de cigarrillos. Neville busca la ayuda de su viejo amigo, el detective Andy, quien está luchando en el Reino Unido. Al final del episodio, se revela que ha llegado a Saint Marie con noticias importantes. |               |                                      |                           |                            |                           |                                                |
| 94 | 4             | "Un regreso a casa desagradable      | Steve Brett               | Katerina Watson            | 27 de enero de 2023       | 7.28                                           |
| Naomi regresa a su isla natal, St Barnabas, para la boda de su mejor amiga, cuando el padre de la novia aparece en la fiesta posterior con un cuchillo en el pecho, acusando a su exesposa y madre de la novia. Sin embargo, ella es captada en video cuando ocurrió el asesinato. El equipo va a St Barnabas y se une a la fuerza policial allí para descubrir quién en la fiesta de bodas es el asesino. Mientras tanto, de regreso en Saint Marie, Catherine intenta ayudar al Comisionado a reconectarse con su hija. |               |                                      |                           |                            |                           |                                                |
| 95 | 5             | "Sobre la santidad de los niños      | León López                | Tom Nash                   | 3 de febrero de 2023      | 7.25                                           |
| Una celebración en un orfanato local acaba en tragedia cuando uno de sus antiguos residentes más famosos es encontrado muerto. Uno de los miembros del personal se atribuye la responsabilidad, pero la investigación pronto revela que el asunto no es tan sencillo. Mientras tanto, los intentos del comisario de ponerse en contacto con su hija resultan complicados. Neville y Sophie reanudan su romance cuando ella vuelve a la isla para vivir con él durante un mes, pero cuando llegan a la cabaña se dan cuenta de que ha habido un intruso. |               |                                      |                           |                            |                           |                                                |
| 96 | 6             | "Un asesinato advertido - Parte 1    | Ángela de Chastelai Smith | Casas Patrick              | 10 de febrero de 2023     | 6.89                                           |
| Cuando Jake Dalton (Ben Tavassoli), un conductor de taxi acuático, es asesinado momentos después de que Neville recibe una carta que le advierte que está a punto de cometer un asesinato, las pruebas apuntan hacia el criminólogo David Cartwright, aunque son circunstanciales. Cuando sus emociones comienzan a apoderarse de él, Neville se frustra y se apresura a enfrentarse a él, y momentos después, Cartwright es encontrado apuñalado hasta la muerte. Con solo una explicación clara de cómo se cometió el asesinato, el equipo no tiene más opción que arrestar a Neville, pero ¿realmente el querido detective tiene lo necesario para cometer un asesinato? |               |                                      |                           |                            |                           |                                                |
| 97 | 7             | "Los pecados del detective — Parte 2 | Ángela de Chastelai Smith | Salón James                | 17 de febrero de 2023     | 7.10                                           |
| La inspectora Karen Flitcroft ( Jaye Griffiths ) es convocada para investigar la participación de Neville en el asesinato de David Cartwright, pero el equipo está convencido de su inocencia. Selwyn lidera una investigación para encontrar quién podría ser el verdadero asesino y descubre una red de fechorías, incluido el descubrimiento de que Justin West ( Robert Webb ) fue quien irrumpió en la casa de Neville, y el detective Andrew Buckley (Kent Riley) intenta escapar de la investigación del DPS escondiéndose en Saint Marie. En el último momento, encarcelados y enfrentándose a un juicio, tanto Neville como el equipo finalmente descubren la identidad del asesino. |               |                                      |                           |                            |                           |                                                |
| 98 | 8             | "Un Calipso Caramba "                | León López                | James Hall y Lisa McMullin | 24 de febrero de 2023     | 7.17                                           |
| Se comete un asesinato, aparentemente bajo las narices del inspector Parker. Neville sufre una crisis de confianza, basada en su anterior incapacidad para reconocer la duplicidad de Sophie, y le dice al comisario que tiene intención de marcharse. Neville visita a Sophie en prisión, donde le pregunta si algo de su relación había sido "real"; ella dice que nunca tuvo sentimientos románticos por él, pero que había llegado a simpatizar con el personaje que pretendía ser cuando estaba con él, por lo que en ese sentido la había hecho feliz. Esto le permite cerrar el capítulo lo suficiente como para poder concentrarse en el caso actual. Finalmente, Neville se da cuenta de cómo se llevó a cabo el asesinato y el equipo arresta al culpable. Satisfecho, Neville acepta quedarse en Saint Marie. Nota: Este es el episodio final de la 12.ª temporada antes de la serie derivada, Beyond Paradise , que se emitirá el mismo día. |               |                                      |                           |                            |                           |                                                |

### Especial de Navidad 2023
| N.º en general | N.º in series | Título              | Dirigido por | Escrito por | Fecha de emisión original | Espectadores del Reino Unido (millones) 7 días |
| --- | ------------- | ------------------- | ------------ | ----------- | ------------------------- | ---------------------------------------------- |
| 99 | –             | "Está detrás de ti" | Steve Brett  | Salón James | 26 de diciembre de 2023   | 6.61                                           |
| La directora de marketing Debbie Clumson ( Bronagh Waugh ) vuela a Saint Marie para pasar la Navidad con sus empleadores, la adinerada familia Stableforth. Pero, tan pronto como llega, el cabeza de familia, Gerald ( Geoff Bell ), muere tras caerse por un barranco en lo que parece ser un extraño accidente, y poco tiempo después, Debbie desaparece. Con un caso complejo entre manos y pocas pruebas que sugieran un motivo para cualquiera de los crímenes, Neville está perplejo; mientras que la llegada de su madre Melanie ( Doon Mackichan ) complica aún más las cosas. Mientras tanto, Marlon y Naomi comparten un beso inesperado en la fiesta de Navidad del Comisionado. |               |                     |              |             |                           |                                                |

### Temporada 13 (2024)
Està temporada da la reaparción de Dwayne  y la desaparición de Marlon Price i el Inspector Neville Parker
| N.º en general | N.º in series | Título                            | Dirigido por             | Escrito por                | Fecha de emisión original | Espectadores del Reino Unido (millones) 7 días |
| --- | ------------- | --------------------------------- | ------------------------ | -------------------------- | ------------------------- | ---------------------------------------------- |
| 100 | 1             | "Dando vueltas en círculos"       | Steve Hughes             | Tom Nash y James Hall      | 4 de febrero de 2024      | 7.66                                           |
| La celebración de los cincuenta años de servicio policial da un giro inesperado para el comisario Patterson cuando recibe un disparo en el club náutico local. Las pruebas apuntan inicialmente a un tal Alton Garvey, pero a pesar de una llamada telefónica del propio hombre admitiendo el crimen, no hay ningún motivo aparente. Los únicos sospechosos son Jacqueline St Clair ( Cathy Tyson ), amiga de toda la vida del comisario; su marido, que sospechaba que tenía una aventura, y Marlon Collins ( Sean Maguire ), el director del club náutico, un antiguo adversario de la fuerza policial de Saint Marie, un criminal corrupto. Durante este episodio especial, se ve a Catherine junto a su hija, Camille, que está dando a luz, mientras Neville Parker y Marlon Pryce los habían llamado por FaceTime para ver si ella sabía sobre el pasado de Marlon Collins después de haber tenido varias condenas. También hay un breve flashback del primer episodio de la serie cuando Collins fue arrestado por el DI Charlie Hulme y la sargento Lily Thompson. Camille le da un codazo a Neville, diciéndole que vaya por lo que quiere en la vida mientras pueda. Al final, Neville abre uno de sus cajones y saca una foto de la DS Florence Cassell con su cachorro. La escena confirma que Neville todavía tiene sentimientos por Florence. Aparición especial de DS Camille Bordey ( Sara Martins )          |               |                                   |                          |                            |                           |                                                |
| 101 | 2             | "Tu número ha llegado"            | Steve Hughes             | Casas Patrick              | 11 de febrero de 2024     | 7.43                                           |
| El apuñalamiento de la exlíder de una organización benéfica Nancy Martin ( Hayley Mills ) en una residencia de ancianos local lleva a Neville y al equipo a un caso extremadamente complejo, que involucra el robo hace treinta años de £ 5,000,000 a una violenta banda británica, y la desaparición del hombre responsable. Los únicos sospechosos son la hija adoptiva de la víctima, su ex asistente personal y una "prima perdida hace mucho tiempo", Eloise Mirie ( Juliet Cowan ), que resulta ser una detective corrupta de la Brigada Móvil, pero ninguno parece haber tenido la oportunidad de cometer el crimen. Mientras tanto, el comisionado lucha por regresar al servicio activo después de su tiroteo, y Darlene organiza una noche de cita doble para ella y Naomi. |               |                                   |                          |                            |                           |                                                |
| 102 | 3             | "Sirviendo asesinato"             | Angie de Chastelai Smith | Katerina Watson            | 18 de febrero de 2024     | 6,96                                           |
| El famoso chef Stanley Drake es envenenado y muere mientras habla con Andrina Harper Patterson, la hija de Selwyn, después de un concurso de cocina en el que se presentaron varios aspirantes que querían ganar la competición. Sin embargo, el equipo queda desconcertado cuando se da cuenta de que la víctima no consumió nada ese día que los concursantes no hubieran consumido ellos mismos. Esto finalmente lleva a que se descubra que 3 de los 4 sospechosos habían conspirado para asesinar a Drake después de que este las agrediera sexualmente a las tres en el pasado. Durante el episodio, Catherine se reúne con Lucky, una vieja amiga en Saint Marie que la abandonó hace 30 años. A pesar del distanciamiento, Catherine insiste en que ayudaría a Lucky y a los demás a recibir una sentencia indulgente. Selwyn se alegra cuando Andrina le dice que está escribiendo una denuncia sobre Drake, diseñada para alentar a otras víctimas suyas a presentarse. Marlon le dice a Neville que elimine su blog, pero justo cuando Neville está a punto de presionar borrar, recibe su primer me gusta y comentario de SunsetChaser , con quien Neville comienza a hablar a través de las redes sociales. Sin embargo, Marlon está preocupado por él. Naomi le cuenta a Marlon sobre su noche de karaoke con Darlene y otra persona.                                                                           |               |                                   |                          |                            |                           |                                                |
| 103 | 4             | "El asesinato más eléctrico"      | Angie de Chastelai Smith | James Cary y Patrick Homes | 25 de febrero de 2024     | 7.30                                           |
| Después de que un apagón en toda la isla provoca el caos en Honoré, Neville y el equipo investigan qué lo causó, lo que los lleva a una subestación, donde descubren el cuerpo electrocutado de Ellis Baxter, un ex genio de la tecnología del Reino Unido. Durante sus investigaciones, visitan el taller de reparación de computadoras donde trabajaba Ellis, lo que los lleva a descubrir un mundo secreto de criptomonedas. Con la minería de criptomonedas en el centro del caso, Neville se da cuenta de que esto no fue un accidente. El único problema es que los tres posibles sospechosos del equipo estaban juntos en el momento del apagón. Entonces, si Ellis fue asesinado, ¿quién fue el responsable? |               |                                   |                          |                            |                           |                                                |
| 104 | 5             | "Mientras el sol se pone..."      | Tracey Larcombe          | Salón James                | 3 de marzo de 2024        | 7.01                                           |
| Marlon recibe una misteriosa llamada telefónica de su antiguo jefe, que parece gravemente herido mientras le ruega ayuda. Es un recuerdo de su pasado criminal y de alguien con quien no ha hablado desde que se unió a la fuerza policial. Pero cuando se apresura a averiguar qué sucede, Marlon se horroriza al encontrar a su antiguo jefe muerto, después de haber recibido un disparo, y el único testigo del incidente es un loro. Luego, un asaltante desconocido lo deja inconsciente. Marlon se decide a resolver el caso e insiste en que, aunque su antiguo jefe incursionó en la delincuencia, no era un "mal tipo". Pero cuando el equipo descubre a dos sospechosos potenciales, se encuentran en un punto muerto: un sospechoso con todas las posibilidades pero sin un motivo, y el otro con todos los motivos pero una coartada sólida como una roca. Mientras tanto, la hermana de Marlon, Jocelyn, gana una beca, pero es en Jamaica y Marlon se siente obligado a mudarse allí con ella. Marlon, que quiere seguir en la policía, se desilusiona al descubrir que no hay ningún puesto disponible en la fuerza policial de ese país. El comisario viaja a Jamaica y se le une el sargento JP Hooper; juntos consiguen un puesto inmediato para Marlon en la fuerza policial jamaiquina. Última aparición del oficial Marlon Pryce ( Tahj Miles ) Aparición especial del sargento JP Hooper (Tobi Bakare) |               |                                   |                          |                            |                           |                                                |
| 105 | 6             | "Se está cometiendo un asesinato" | Tracey Larcombe          | James Coleman              | 10 de marzo de 2024       | 7.35                                           |
| En un elegante resort de la isla de Saint Marie, Cora Blyth ( Gabrielle Glaister ) está de fiesta con su marido Joe ( John Gordon Sinclair ) junto con su hija, Holly ( Ellise Chappell ) y su marido Sam. A la mañana siguiente, Joe deja a Cora viva en un ascensor y ella llega a la recepción apuñalada hasta la muerte. Una misteriosa mujer, Lexi Reece, intenta entrar en la escena del crimen y es perseguida por Darlene y Dwayne. Para ayudar con la creciente carga de trabajo, el Comisionado presenta al Oficial Dwayne Myers nuevamente en la fuerza, donde Darlene lo recibe con frialdad. En otra parte del episodio, Neville habla con Zoe sobre la posibilidad de que vuelvan a estar juntos antes de que esto se descarte más tarde como imposible. Neville planea dejar Saint Marie y encontrar el amor, inspirado por Zoe. Después de que el equipo arreste a los asesinos de Cora y Holly encuentre a su madre biológica, Lexi ( Ronni Ancona ), el Comisionado Patterson recibe una llamada telefónica inesperada de Florence Cassell, quien ha estado viviendo en la vecina isla de Saint Auguste bajo un plan de protección de testigos. Ella explica que ha salido de la protección de testigos después de dos años y se dirige de regreso a Saint Marie. El regreso del oficial Dwayne Myers ( Danny John-Jules ) y la detective Florence Cassell ( Joséphine Jobert )                             |               |                                   |                          |                            |                           |                                                |
| 106 | 7             | "Un cuento de dos islas"          | León López               | Salón James                | 17 de marzo de 2024       | 7.26                                           |
| Un grupo de "amigos", a saber, Amelia Templeton ( Emma Sidi ), Hugo Kingsley ( Tyrone Huntley ) y Barney Keats ( Will Hislop ), liderados por Cressida Dempsey, llegan a la isla caribeña de St Auguste para pasar unas vacaciones y capturar momentos para sus seguidores en línea. Otra huésped, Abigail Warner (Eve Ponsonby), se registra sola y planea enfrentarse a sus acosadores y exponer sus verdaderos colores. Sin embargo, las cosas toman un giro oscuro cuando la encuentran flotando muerta en la piscina del hotel. Florence, a quien se le canceló su estatus de testigo protegido solo horas antes del asesinato de Abigail, se pone a cargo del caso en St Auguste, trabajando con Dwayne y Darlene, mientras que en Saint Marie, Neville y Naomi también están trabajando en el caso. |               |                                   |                          |                            |                           |                                                |
| 107 | 8             | "Un asesinato en los cielos"      | León López               | Salón James                | 24 de marzo de 2024       | 7.47                                           |
| Mientras Neville planeaba viajar en avión a Dominica para buscar a su alma gemela, uno de los pasajeros, Kurt Henderson ( Calvin Demba ), es asesinado. El inspector Parker decide regresar para resolver un último caso mientras se da cuenta de que Florence puede ser su verdadero amor y debe llegar al yate en el que está previsto que ella suba a bordo antes de que sea demasiado tarde. Últimas apariciones de la DS Florence Cassell ( Joséphine Jobert ) y el DI Neville Parker ( Ralf Little ) |               |                                   |                          |                            |                           |                                                |

### Temporada 14
Estàs temporada da la aparición del inspector DI Merwin Wilson (Don Gilet) por segunda vez.
| N.º en general | N.º en serie | Título | Dirigido Por | Escrito por | Fecha de emisión original | Espectadores del Reino Unido (Millones) 7 días |
| -------------- | ------------ | ------ | ------------ | ----------- | ------------------------- | ---------------------------------------------- |
|                |              |        |              |             |                           |                                                |
|                |              |        |              |             |                           |                                                |
|                |              |        |              |             |                           |                                                |
|                |              |        |              |             |                           |                                                |
|                |              |        |              |             |                           |                                                |
|                |              |        |              |             |                           |                                                |
|                |              |        |              |             |                           |                                                |
|                |              |        |              |             |                           |                                                |

### Especial de Navidad 2024
| No. en general | No. en serie | Título         | Dirigido por | Escrito por | Fecha de emisión original | Espectadores del Reino Unido (millones) 7 días |
| --- | ------------ | -------------- | ------------ | ----------- | ------------------------- | ---------------------------------------------- |
| 108 | –            | "Navidad 2024" | León López   | Salón James | 22 de diciembre de 2024   | Por determinar                                 |
| Primera aparición del \| No. en general \| No. en serie \| Título \| Dirigido por \| Escrito por \| Fecha de emisión original \| Espectadores del Reino Unido (millones) 7 días \| \| ---------------------------------------------------- \| ------------ \| -------------- \| ------------ \| ----------- \| ------------------------- \| ---------------------------------------------- \| \| 108 \| – \| "Navidad 2024" \| León López \| Salón James \| 22 de diciembre de 2024 \| Por determinar \| \| Primera aparición del DI Mervin Wilson ( Don Gilet ) \| \| \| \| \| \| \| |              |                |              |             |                           |                                                |
| No. en general | No. en serie | Título         | Dirigido por | Escrito por | Fecha de emisión original | Espectadores del Reino Unido (millones) 7 días |
| 108 | –            | "Navidad 2024" | León López   | Salón James | 22 de diciembre de 2024   | Por determinar                                 |
| Primera aparición del DI Mervin Wilson ( Don Gilet ) |              |                |              |             |                           |                                                |